# Legio X Gemina
La Legio X Gemina  fue una legión romana reclutada hacia el año 70 a. C. en la Galia Cisalpina y enviada a la Galia Narbonense como guarnición de defensa de esta provincia. Las pruebas encontradas en su campamento de Vindobona  y lo descrito en la Notitia dignitatum indican que su existencia se prolongó hasta comienzos del siglo V. Como casi todas las legiones de Julio César, su símbolo fue el toro. Inicialmente esta legión llevó el sobrenombre de Equestris  debido a que Julio César la utilizó una vez como caballería; también fue conocida como Legio X Venerea, ya que el propio Julio César decía que la gens Julia descendía de la diosa Venus.

## De los orígenes al final de la segunda guerra civil (70-44a.C.)
La Legio X había sido reclutada posiblemente hacia el año 70 a. C. y destinada a la Galia Narbonense, participando en la década de los años 60 a. C. en la guerra contra la tribu gala de los alóbroges.
La Lex Vatinia de 59 a. C., ampliada con un senatusconsultum de ese mismo año, asignó a Julio César el gobierno de las provincias de Ilírico, Galia Cisalpina y Galia Transalpina para un proconsulado de cinco años que empezaba en el año 58 a. C. En esta última provincia estaba estacionada la Legio X, convirtiéndose en una de las unidades claves para que Julio César conquistase la Galia, ya que este la consideraba la legión más segura y fiable.
A lo largo de todas las campañas de Julio César en la Galia jugó un importante papel en su éxito militar y por esta razón se transformó en su legión preferida. El epíteto Equestris lo consiguió al escoltar a Julio César durante su entrevista con el caudillo suevo Ariovisto, cuando sus infantes fueron montados a caballo para poder contrarrestar, si fuera preciso, a la caballería del pueblo germano.
Al comienzo de la guerra de las Galias, la Legio X Equestris participó en las operaciones que condujeron a la contención  y derrota de los helvecios, cuya migración había afectado a las tribus galas aliadas con Roma, en la batalla de Bibracte.
Durante las campañas que Julio César llevó a cabo a lo largo de la conquista de las Galias, estuvo presente en la batalla contra los nervios y el resto de las tribus belgas, en las expediciones de castigo contra los germanos cruzando el río Rin, la primera expedición contra Britania, en la pacificación de los mórinos por Tito Labieno al retornar de Britania, en la segunda campaña contra Britania  y las campañas contra Vercingétorix, particularmente en la derrota romana en el sitio de Gergovia, donde sus soldados se distinguieron en un difícil combate cubriendo la retirada del resto de las tropas, y en batalla de Alesia, acción que terminó con la derrota total de Vercingetórix y los galos.
En el año 49 a. C., la legión mantuvo su fidelidad a Julio César en la guerra civil que lo enfrentó a Pompeyo, participando en la campaña de Hispania que culminó en la batalla de Ilerda en 49 a. C. Al año siguiente, 48 a. C., siguió a Julio César en la invasión del Epiro y Macedonia, provincias usadas por Pompeyo como bases de reorganización, participando en la batalla de Dirraquium  y en la decisiva batalla de Farsalia, en la que Pompeyo y sus seguidores fueron derrotados, sirviendo en el ala derecha del despliegue de Julio César, rodeando la unidad el ala izquierda de Pompeyo   y recibiendo honores por su brillante actuación. En esta batalla se distinguió especialmente el primopilo de la unidad Cayo Crastino, quien resultó muerto.
La unidad volvió a Italia y a Roma, donde fue puesta a las órdenes de Marco Antonio, que actuaba como gobernador de la Urbe en ausencia de Julio César; allí, junto con el resto del ejército protagonizó un motín pidiendo el licenciamiento de sus veteranos y la entrega de las tierras y recompensas debidas, motín que solo fue calmado al llegar Julio César, quien utilizó la psicología de sus soldados para apaciguarlos y hacer que deseasen permanecer a sus órdenes.
En el año 46 a. C., parte de sus veteranos acompañaron al dictador al norte de África, pasando a esta provincia con Julio César, quien expulsó de vuelta a Italia al tribuno Cayo Avieno por su comportamiento deshonroso, participando en la batalla de Tapso, que terminó con la muerte de Catón de Útica. Por último, en el año 45 a. C., Julio César licenció a los veteranos de la legión asentándolos en la Colonia Narbo Martia, la actual Narbona, pero el reagrupamiento de los hijos de Pompeyo en Hispania hizo que la unidad fuese reactivada y sus veteranos pidieron voluntariamente la vuelta al servicio; así, se trasladó con Julio César a la península ibérica, tomando parte en la batalla de Munda en la que su actuación, a las órdenes personales del dictador en el ala derecha, decidió la batalla.
Sus acciones bajo el mando de Julio César en la guerra contra los galos —sus cuatro mil ochocientos legionarios vencieron a más de trescientos cincuenta mil helvecios cerca de Ginebra— y belgas, aguantando cerca del río Sambre el ataque de sesenta mil guerreros nervios cuando la batalla parecía perdida, como en la posterior guerra givil, acabando ella sola con toda el ala izquierda pompeyana en Farsalia, hacen que muchos historiadores militares la consideren como una de las unidades de combate más famosas de toda la historia.

## Entre el asesinato de Julio César y el final de la República (44-27a.C.)
Muerto Julio César, la legión pasó a ser controlada por Marco Emilio Lépido, colaborando sus soldados activamente en 43 a. C. en la reconciliación y asociación entre Lépido, Marco Antonio y Augusto, heredero del dictador, acuerdo que se transformó en el Segundo Triunvirato. En el reparto resultante de este acuerdo, la unidad fue asignada a Marco Antonio, bajo cuyo mando luchó en la batalla de Filipos contra los asesinos de Julio César. Después de esto siguió a Marco Antonio a Oriente en sus infructuosas campañas contra el Imperio parto, para ser derrotada, por último, junto a él en la batalla de Actium en el año 31 a. C.
Augusto tomó entonces el control de la legión y asentó a sus veteranos en Patras. La legión se amotinó, aunque se desconoce por qué motivo, y como castigo perdió su sobrenombre de Equestris, se refundió con veteranos de otras legiones y pasó a llamarse Gemina o doble, aunque una inscripción en el templo de Marte, del Foro de Augusto, fue erigida por los centuriones de la Legio X Equestris Gemina.

## Hispania (27a.C.-63d.C.)
En el año 27 a. C. la Legio X Gemina fue trasladada a la Hispania Tarraconense para intervenir en las guerras contra cántabros, astures y galaicos, posiblemente bajo el mando de Estatilio Tauro. A partir del año 25 a. C. combatió en el frente astur a las órdenes del legado de la nueva provincia de Lusitania Publio Carisio, participando, entre otras, en la acción que permitió vencer a los astures durante el ataque en el invierno del año 25 a. C., que condujo a la ocupación de la ciudad de Lancia. En algún momento de las operaciones entre los años 25 y 19 a. C., la Legión instaló su campamento en Petavonium, en las proximidades de lo que hoy es Rosinos de Vidriales en la provincia de Zamora. aunque las excavaciones en este lugar han sido muy someras.
Finalizada la guerra, mantuvo un destacamento en Asturica Augusta, colaborando en el proceso de urbanización y monumentalización de esta ciudad.
La legión permaneció acantonada en Hispania durante un largo periodo de tiempo y sus veteranos fueron los primeros habitantes de Augusta Emerita,, según trasmite Casio Dion, y de Caesaraugusta, fundadas ambas por orden de Augusto con veteranos de esta legión y con otros de la Legio V Alaudae en el primer caso (25 a. C.) y de la Legio IV Macedonica y de la Legio VI Victrix para el segundo (entre 19 y 13 a. C.).
En las proximidades de su campamento de Petavonium, en la cercana localidad leonesa de Castrocalbón, los legionarios construyeron tres campamentos de tipo marcha usados para realizar prácticas de castrametación. Asimismo, la unidad explotó unos prata legionis delimitados por termini augustales, de los cuales conservamos uno que separaba los pastos de la legión del territorium de la ciudad astur de Bedunia.
Los soldados de la unidad colaboraron en la construcción de la calzada de las Cinco Villas, que comunicaba Pompaelo  con Caesaraugusta, en la construcción del puente de Martorell (Barcelona) sobre el flumen Rubicatus  en la Vía Augusta hacia la Galia Narbonense e Italia, en la construcción del puerto fluvial  y de las murallas de Caesaraugusta, y en la urbanización de Asturica Augusta.
También proporcionó personal para el inicio de la explotación de las minas de oro del Bierzo, norte de Portugal, Lugo y Salamanca, y mantuvo soldados destacados en las capitales de las provincias de Lusitania, Augusta Emerita, y Tarraconense, Tarraco, a las órdenes de sus respectivos gobernadores, integrados dentro de sus officia, para realizar tareas de escolta y de apoyo administrativo.
| |
| Augusto se hizo cargo de la legión favorita de su tío después de Actium y la envió a Hispania en el año 27 a. C. En la imagen el Augusto de Prima Porta, Museos Vaticanos (Roma). |

| |
| Restos del puerto fluvial de Zaragoza, en cuyos sillares aparecen las marcas IV, VI y X, referidas a las Legiones IV Macedonica, VI Victrix y X Gemina. |

| |
| Puente del Diablo en la localidad de Martorell (reconstrucción gótica hecha en 1289). El puente es parte de la calzada romana que une Llobregat y la Vía Augusta, en cuyos estribos aparecen ladrillos sellados con los numerales de las legiones X Gemina, IV Macedonica y VI Victrix. |

## Panonia (63-68) y el año de los cuatro emperadores
En el año 63, Nerón ordenó el traslado de la Legio X Gemina al limes del Danubio, a la provincia Panonia, al campamento de Carnuntum, para sustituir a la Legio XV Apollinaris, enviada a Judea. En este campamento danubiano, recibió reclutas procedentes de la Galia Narbonense que entraron en filas a través de un dilectus extraordinario ordenado por Nerón, parte de los cuales murieron en filas con periodos de servicio muy reducidos.
Posiblemente una vexillatio de la unidad se integró en el ejército que Nerón había reunido para su proyectada guerra contra los albanos en el Caspio y que había hecho regresar para combatir la revuelta de Cayo Julio Vindex en la Galia. En Roma, estaban acampadas en el porticus Vipsanii. Este destacamento tomó partido por Otón contra Galba.
A la muerte de Nerón, la legión permaneció a la expectativa, jurando lealtad sucesivamente a los nuevos y efímeros emperadores Galba, Otón  y Vitelio.
Por orden del emperador Vitelio, la legión regresó a finales de 68 a Hispania. Aunque se desconoce dónde fue acuartelada, lo más probable es que fuera enviada a la Bética para intentar prevenir las acciones de Lucio Clodio Macro, quien, desde África Proconsular, se había hecho con el control de las provincias del norte de África, dirigiendo la Legio III Augusta y reclutando la efímera Legio I Macriana liberatrix.
La unidad, junto con el resto de las tropas en Hispania, no hizo caso del llamamiento de Vitelio para reforzar su ejército en Italia y enfrentarse a las fuerzas de Vespasiano, hasta que la intervención de uno de sus tribuni angusticlavii, Lucio Bebio Avito, natural de Saguntum, supuso que en 69 la unidad abandonase a Vitelio y jurase lealtad a Vespasiano, arrastrando consigo a las otras dos legiones que en ese momento formaban la guarnición de la península ibérica: la Legio VI Victrix y la Legio I Adiutrix, junto con todas las unidades auxiliares que tenían asignadas.
| |
| Ruinas del anfiteatro de Carnuntum, edificado originariamente por la Legio XV Apollinaris y utilizado por los milites de la Legio X Gemina entre los años 63 y 68. |

| |
| Sestercio de Nerón emitido en Lugdunum en 66 con contramarca posterior X, realizada en el limes del Rin por la officina de la Legio X Gemina. |

| |
| Aulo Vitelio envió la legión a Hispania para hacer frente a la rebelión que Clodio Macro encabezaba en África. En la imagen, busto atribuido a Vitelio. Copia del siglo XVI de un original de época adrianea. |

| |
| La legión se puso a las órdenes de Vespasiano tras negarse a seguir a Vitelio. En la imagen, retrato de Vespasiano. Copia de un original del museo del Louvre. |

## Germania Inferior (70-104)

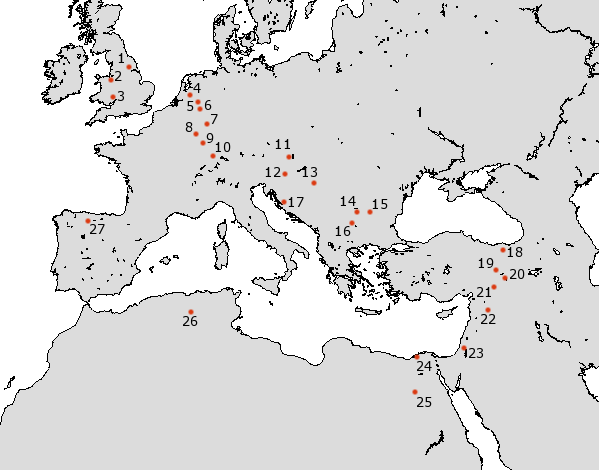
Disposición de las legiones imperiales en el año 80. La Legio X Gemina estaba acampada en Noviomagus Batavorum (n.º 4). Entre los años 63 y 68 tenía su base en Carnuntum (n.º 11).

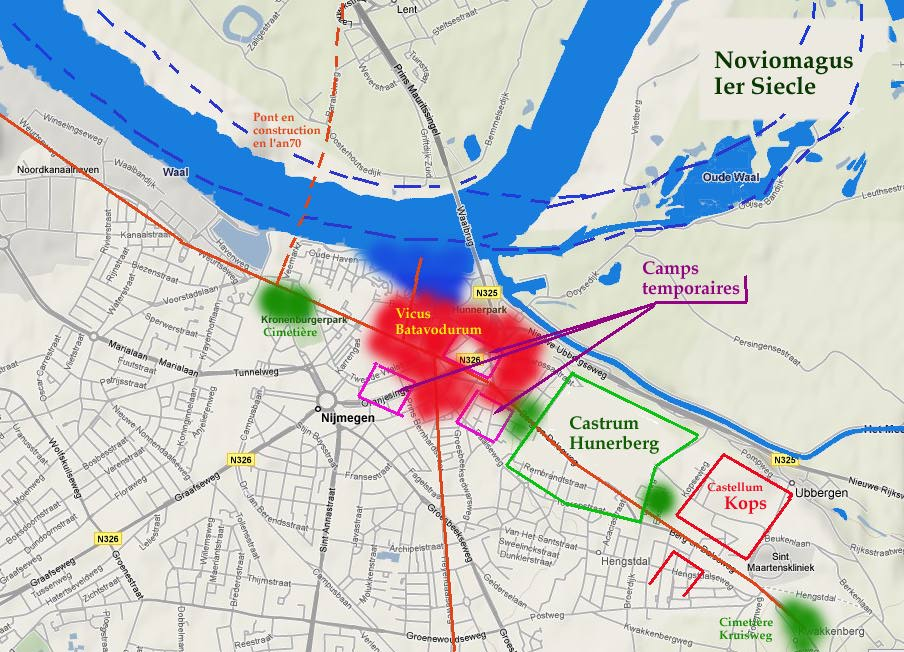
El desarrollo de Noviomagus Batavorum a lo largo del, incluyendo el castra de la Legio X Gemina.

En el año 70, para colaborar en la represión de la rebelión de los bátavos, Vespasiano ordenó su traslado al ejército de Quinto Petilio Cerial en Germania Inferior, ayudando a construir el campamento de Arenacum (Ridern, Alemania), en el que se atrincheró; como los rebeldes desistieron de intentar asaltarlo, decidieron hostigar a los forrajeadores de la Legio X Gemina.
Entre 71 y 103 la legión fue estacionada en la base construida sobre el solar de la arrasada capital bátava por la Legio II Adiutrix en Ulpia Noviomagus Batavorum (Nimega, Países Bajos) para controlar el limes germano de la provincia Germania Inferior.
En esta zona, colaboró en la reconstrucción de la red de aldeas bátavas, en la explotación de las canteras de arenisca de Brohl, en la provincia Germania Superior, de la cantera de Mediomatrici (Norroy-lès-Pont-à-Mousson, Francia), en la provincia de la Galia Bélgica, y en el afianzamiento y reconstrucción de los campamentos del resto de las legiones de la frontera, Vetera (Xanten, Alemania)  y Novaesium (Neuss, Alemania) gravemente dañados durante la revuelta bátava, y en la monumentalización de su propio campamento. Asimismo, colaboró en la construcción del castellum Albaniana (Alphen aan den Rijn, Países Bajos), al otro lado del Rin.
Cuando Domiciano en el periodo 82-83 se dirigió hacia el limes Germanicus para emprender una expedición contra la tribu germana de los catos, la Legio X Gemina participó en las operaciones, que fueron rápidas y eficaces, recibiendo el emperador el título de Germánico.
En 89, la legión permaneció leal a Domiciano cuando se sublevó el gobernador de Germania Superior, Lucio Antonio Saturnino, colaborando en la represión de la revuelta, por lo que el emperador le otorgó los títulos de Pia Fidelis Domitiana, que, a la muerte de Domiciano y su damnatio memoriae por el Senado, fueron reducidos a Pia Fidelis.
En el año 103, la unidad fue destinada a Panonia, en concreto a Aquincum (Budapest), para ser trasladada después, hacia 106, a Vindobona (Viena, Austria), donde se han excavado restos de la muralla campamental, que indican que el campamento no era regular debido a la disposición del curso del río Danubio, de las vías decumana y cardo maximus y de algunos barracones y alojamientos de oficiales, documentándose cerámicas, armas, monedas y un importante conjunto de epígrafes votivos y funerarios de sus hombres.
| |
| Impresión del tachonado de unas caligae de un legionario de la Legio X Gemina sobre un ladrillo en Noviomagus Batavorum (Nimega, Países Bajos), base de la unidad a finales del siglo I. |

| |
| Ladrillo con leyenda L(egio) X G(emina) procedente de Forum Hadriani (Arentsburgh, Países Bajos), localidad bátava reconstruida con ayuda de la unidad entre 70 y 89. |

| |
| Ara funeraria del centurión Tito Casio Flaviano, natural de Tarraco, que sirvió en la Legio X Gemina a principios del siglo II. |

## Panonia (104-192)
Durante los años 104 a 106, participó en la segunda campaña de Trajano contra los dacios, colaborando en el mantenimiento del castellum Sucidava (Cartierul Celei, Rumanía), quedando finalmente acantonada en Viena  hasta comienzos del siglo V.
En el siglo II, envió sendas vexillationes a la campaña pártica de Trajano (113-117), a la represión de la revuelta judaica con Adriano (132-135), dirigida por su legado entre 130 y 133  Quinto Lolio Úrbico, a la guerra contra los mauritanos de Antonino Pío (150-152), y a la campaña pártica de Lucio Vero (163-167), dirigiendo el destacamento formado por tropas de la unidad y por otras de la Legio I Adiutrix y de la Legio XIII Gemina el legado de esta legión Publio Julio Geminio Marciano.
Bajo Marco Aurelio (172-180), la legión participó en las guerras contra cuados y marcomanos; este emperador utilizó Vindobona como base de operaciones y murió allí, campañas que tuvieron continuidad, por breve tiempo, bajo su hijo y sucesor Cómodo (180-182).
Durante los siglos II y III, envió pequeños destacamentos a diferentes partes de Panonia Superior, Dalmacia y Nórico, incluyendo algunos en las capitales de estas provincias integrados en el officium de cada uno de sus gobernadores provinciales. También mandó vexillationes al otro lado del Danubio, en la orilla germana de este río, como, por ejemplo, al pequeño fortín de media hectárea de superficie en Stupava (República Checa), a dieciséis kilómetros al noreste de Vindobona, o al castellum Gerulata (Bratislava, República Checa). Asimismo, colaboró en el mantenimiento y renovación de la vía que transcurría paralela al río Danubio desde Carnuntum hasta Aquincum (Budapest, Hungría).
| |
| Tropaeum Traiani. Monumento conmemorativo erigido por Trajano en 109, en la Dobruja meridional, para conmemorar su victoria sobre los dacios en la batalla de Tapae, en la que participaron legionarios de la Legio X Gemina. |

| |
| Ara votiva procedente de Vindobona, dedicada a Júpiter Óptimo Máximo por el soldado Ulpio Secundo a finales del siglo II. |

## Los Severos (192-235)

Vindobona hacia el año 250

Cuando Cómodo fue asesinado en 192 y sustituido por Pertinax, la Legio X Gemina juró lealtad al nuevo emperador, pero al ser asesinado este y sucedido por Didio Juliano, la unidad fue una de las legiones que apoyaron a Septimio Severo, gobernador de Panonia Superior, en su ascenso a la púrpura imperial, participando en todas sus campañas, excepto la británica.
Así, buena parte de la Legio X Gemina fue integrada en el ejército que acompañó a Septimio Severo a Italia en 193-194 contra Didio Juliano, y soldados de esta legión fueron utilizados por Septimio Severo para renovar la guardia pretoriana  y las Cohortes Urbanas, cuya actuación había determinado el asesinato de sus predecesores Pertinax y Didio Juliano, por lo cual los soldados originales de esas dos unidades, mayoritariamente itálicos, habían sido licenciados.
En 195, una vexillatio de la legión fue integrada en el ejército desplazado a Oriente para derrotar a Pescenio Níger, participando después en la expeditio Parthica de Septimio Severo. Por último, otra vexillatio de la unidad fue enviada en 198 a Occidente para combatir contra Clodio Albino, luchando en la decisiva batalla de Lugdunum (Lyon, Francia), que proporcionó el control de todo el Imperio a Septimio Severo. Este, al regresar de Oriente, visitó los campamentos del ejército en el limes del Danubio, incluyendo en su visita el de esta legión en Vindobona.
Una vez restablecida la unidad del Imperio, la Legio X Gemina contribuyó al mantenimiento de la vía que recorría el limes paralela al Danubio en el tramo entre Carnuntum y Vindobona, conservándose un miliario  de esta época en la localidad de Ala Nova (Schwechat, Austria).
Caracalla visitó, tal y como había hecho su padre, la base de la unidad en 213, cuando estaba dirigida por el legado Lucio Alfeno Avitiano, a quien promocionó al cargo de gobernador de Arabia, posiblemente por su acertada dirección de la unidad y por preparar para el año siguiente, el 214, otra vexillatio para ser trasladada a la pars Orientalis del Imperio para colaborar en la campaña de Caracalla contra los partos, recibiendo la unidad el epíteto de Antoniniana, aunque poco después juró lealtad a Macrino, asesino y heredero de Caracalla, quien la devolvió a Panonia, y, tras su asesinato, juró fidelidad a Heliogábalo.
Bajo Alejandro Severo, una vexillatio de la legión fue desplazada nuevamente a Oriente para colaborar en la campaña que expulsó a los persas sasánidas del Imperio en 230-231.
|                                                                                |
| Restos de barracones de la legión en Vindobona, en la Michaelerplatz de Viena. |

| |
| Septimio Severo, gobernador de Panonia Superior, hizo que sus tropas le proclamasen emperador contra Didio Juliano, emprendiendo sucesivas campañas en Italia, Oriente y Occidente, participando en ellas los milites de la Legio X Gemina. |

| |
| Inscripción dedicada a Tiberio Claudio Cándido, gobernador de la Tarraconense, por Silio Hospes, centurión de la Legio X Gemina a principios del siglo III. |

## La crisis del sigloIII
Asesinado Alejandro Severo, la legión juró lealtad a Maximino el Tracio y, formando parte de sus tropas, descendió a Italia para intentar aplastar la rebelión del Senado, que había entronizado a Balbino y Pupieno.
Muerto violentamente el emperador Maximino, aceptó a Gordiano III como emperador, recibiendo por ello el epíteto de Gordiana, —aparece en las figlinae de la unidad como LEG X GEM(inae) GORDIANAE—. Un destacamento de la unidad acompañó a Gordiano III a Oriente para combatir nuevamente a los sasánidas en 242-244; asesinado Gordiano, prestó lealtad a Filipo el Árabe. Con este emperador, combatió contra godos y sármatas en el Danubio.
La unidad se proclamó partidaria de Decio en 248 —apareciendo en sus figlinae como LEG X GEM(inae) DEC(ianae)—, combatiendo junto a este emperador contra Filipo el Árabe en el norte de Italia y contra los godos en el Danubio.
A lo largo de la segunda mitad del siglo III, colaboró con los diferentes emperadores panonios en el mantenimiento del orden en el limes danubiano y durante las guerras que enfrentaron a estos con los usurpadores.
En época de Galieno, la legión permaneció fiel a este emperador durante las rebeliones de Ingenuo en 258 y de Regaliano en 260, como indican las monedas emitidas con el emblema de esta legión y las leyendas sextam piam sextam fidelem y septimam piam septimam fidelem. Asimismo, este emperador incrementó la caballería de las legiones a sus órdenes de ciento veinte jinetes hasta setecientos cincuenta y seis y terminó por separarlas de sus unidades para formar una reserva de caballería al mando de un magister equitum, acuartelando las tropas en el norte de Italia en Mediolanum (Milán, Italia) —allí permaneció hasta 284, embrión de los ejércitos de maniobra bajoimperiales—; en el caso de la caballería de la Legio X Gemina, fue conocida como Decumani y se transformó en una unidad de élite a las órdenes directas de magister equitum, cargo que desempeñaron, sucesivamente, los futuros emperadores Claudio II, Aureliano  y Probo.
Un destacamento de la legión estuvo integrado en el ejército que, a las órdenes de Claudio II, derrotó a los godos en 268 en la batalla de Naissus (Nïs, Serbia), triunfo por el que fue honrada con una moneda por el emperador del Imperio galo Victorino.
Bajo Aureliano, en 272, destacamentos de la legión ayudaron a reintegar a la autoridad imperial al reino de Palmira, participando en la batalla de Emesa, y al Imperio galo en 274.
En 276, la Legión apoyó al emperador Floriano —apareciendo en sus figlinae como LEG X GEM(inae) FLOR(ianae)—, y ayudando a este emperador a derrotar nuevamente a los godos, aunque enseguida juró lealtad al nuevo emperador Probo.
La legión se declaró partidaria en 283 del emperador Carino —apareciendo como LEG X GEM(inae) CARIN(ianae) en sus figlinae, acompañando a este emperador en su expedición a Mesia para combatir a Diocleciano, también proclamado emperador por sus tropas, quien, pese a ser derrotado, consiguió hacerse con la púrpura imperial en 284, jurándole lealtad la legión.

## Los siglosIVyVy la desaparición de la legión

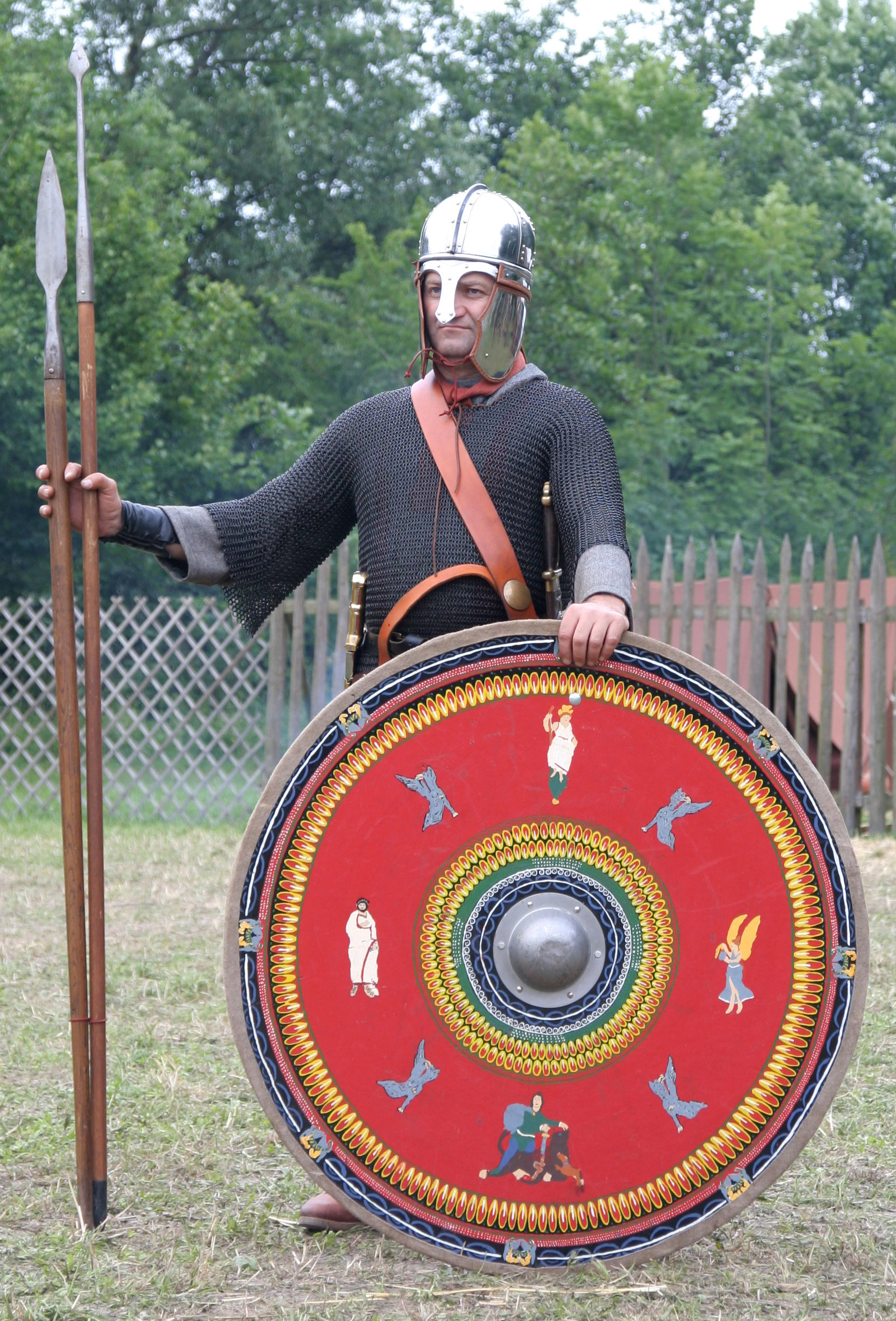
Recreación de un soldado romano de infantería en la zona norte de Europa en el siglo IV

Dado que la unidad había apoyado a los rivales de Diocleciano, este emperador le prestó poca atención. No obstante, entre los años 295 y 298, un destacamento de la legión se integró en el ejército que Diocleciano y Galerio utilizaron contra los persas sasánidas, y con el que recuperaron el terreno perdido en los cincuenta años anteriores en el norte de Mesopotamia. Bajo Maximiano, entre los años 298 y 305, la unidad mantuvo un destacamento en el norte de Italia a las órdenes del praepositus Aurelio Vicencio.

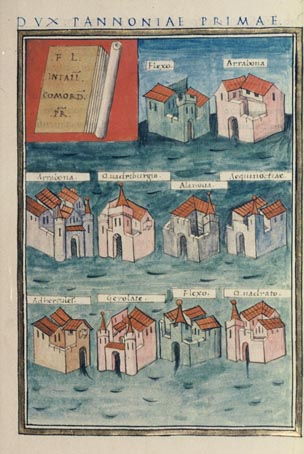
La Notitia dignitatum asigna a la legión las bases de Arrabona y Vindobona a las órdenes del dux Pannoniae I et Norici

Ya en época de Constantino I, la unidad fue dividida en dos como consecuencia de los numerosos conflictos internos y externos a los que este emperador tuvo que hacer frente. Así, una parte, posiblemente la desplazada para luchar contra Licinio en el año 320, fue integrada en el ejército de maniobra de Oriente. En sus filas, combatió contra los persas bajo la dirección Constancio II y Juliano el Apóstata, y fue destruida en la batalla de Adrianópolis a las órdenes del emperador Valente en el año 378. La otra parte, de acuerdo con la Notitia dignitatum, permaneció en su base de Vindobona dentro de la nueva provincia de Panonia I en la prefectura del pretorio del Ilírico, adscrita al dux Pannoniae primae et Norici ripensis, manteniendo al mismo tiempo un destacamento en Arrabona (Raba, Hungría), conjunto con la Legio XIV Gemina. En ambas partes, las tropas estaban dirigidas por sendos praefecti legionis y debían estar formadas por unos mil legionarios.
En el año 351, la unidad asentada en Vindobona, al igual que el resto de las tropas de guarnición en las provincias panónicas, proclamó emperador a Vetranio, magister per Illyricum, frente a Constancio II, aunque cuando este emperador avanzó con un ejército hacia la zona, Vetranio se sometió voluntariamente; poco después, en el mismo año, todas las tropas tuvieron que hacer frente al usurpador Magnencio, venciendo a su ejército en la batalla de Mursa Maior.
Los soldados de esta unidad colaboraron en la fortificación del limes de Panonia I bajo Valentiniano I, a las órdenes del magister militum Ursicino, como prueban las figlinae de la unidad en diferentes fortificaciones de la frontera.
La desaparición de las tropas limitanei procedentes de esta legión se produjo a finales del siglo IV o principios del siglo V, debido a los movimientos de pueblos originados por los hunos y los visigodos, que terminaron con la presencia romana en la llanura panonia, ya que el emperador Graciano, después del desastre de Adrianópolis y de las correrías del visigodo Fritigerno, se vio en la necesidad de entregar la zona a estos pueblos y ordenar la evacuación de las muy menguadas guarniciones romanas en esas provincias. La legión no sobrevivió a este traslado.

## Inscripciones de los decimanos en Hispania

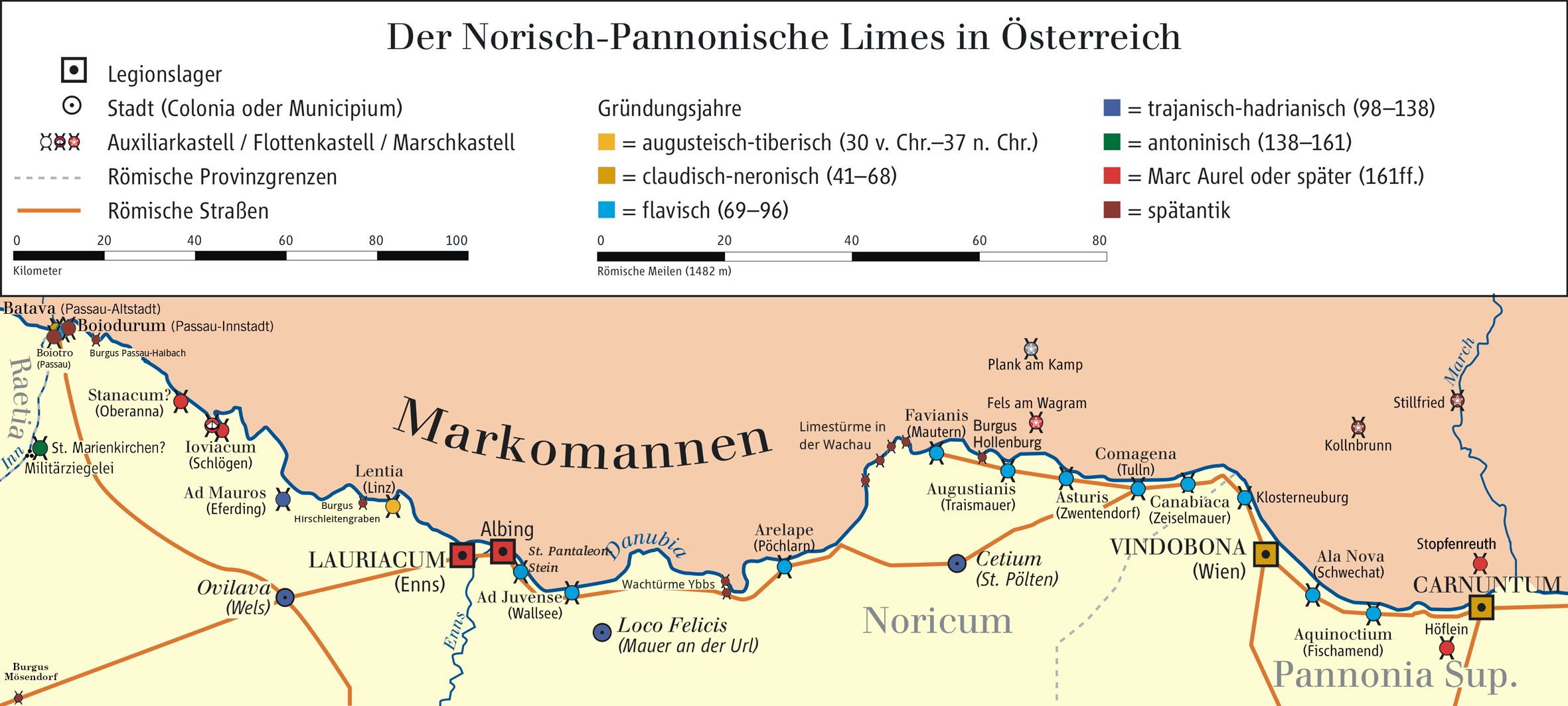
El limes del Danubio en las provincias panonias, con indicación de las principales fortalezas legionarias, incluida Vindobona, y las fortificaciones auxiliares, junto con la red de calzadas que las comunicaban.

- Lucius Lavius Luci filius Aemilia tri(bu) Tuscus Felicitis Iulia miles legionis X Geminae Victricis- Oporto (Portus), Portugal.  AE 1953, 268.
- sacrum Caius Valerius Carus miles legionis X Geminae votum solvit libens merito. Lugo (Lucus Augusti), . Hisp. Epi. 19118.
- Caius Iulius Sergia Hispali (f) Victor miles legionis X Gemina ) centuria Fabi Celtiberi annorum XLII aerum / XVIII hic (...). Pontevedra. CIL II 2545.
- Iovi Augusto Ultori sacrum Lucius Valerius Paternus miles legionis X Geminae optio centuria Censoris exs (...). Pontevedra. AE 1908, 147.
- Gaius Iulius Primus miles veteranus legionis X Geminae / hic situs estsit tibi terra levis. Jaén. CIL II2/5, 5.
- Dis Manibus Gaio Urbanio Firmino militi legionis X / Iulius Ingenuus miles legionis. Jaén. CIL II 1691
- Capito Sunnae filius decurio equitum alae geminae legionis X Rustica Galli filia. Sevilla (Hispalis). CIL II2/5, 1136.
- Publius Talius Quinti filius Papiria (tribu) legionis X hic situs est sit tibi terra (...). Beja (Pax Iulia) Portugal. Hisp. Epi. 23031.
- Marcus Aurelius Marci filius Galeria (tribu) Abbicus miles legionis X decimae. Beja (Pax Iulia) Portugal. AE 1980, 562.
- Lucius Octavius Luci fillius Pupinia (tribu) Baeterensis Magiusannorum XXXVII / aerorum XIX tubicen / miles legionis X Geminae (...). Astorga (Asturica). AE 1928, 163.
- Caius Pelgus Luci filius Scaptia (tribu) Clemens veteranus legionis) X Geminae vixit annos LVI hic situs est/ Caius Pelgus (...). Astorga (Asturica).  CIL II 5076 = CIL II 5662 = AE 1904, 160.
- Caius Coelius Cai filius Papiria (tribu) Valens Narniense miles legionis X Geminae centuria Castellani annorum XXXV aerorum XIII (...). Astorga (Asturica). IRPLe 79.
- Marcus Persius Marci filius Pollia (tribu) Blaesus domo Hasta miles legionis X Geminae centuria (...). Astorga (Asturica). AE 1904, 160.
- Lucius Herennius Luci filius) Galeria (tribu) Callicus domo Ugia miles legionis X Geminae / centuria Licini Clementis annorum / (...). Zamora. CIL II 5076 = CIL II 5662 = AE 1904, 180.
- Publius Cosconius Publi fillius / Galeria Arsensis / miles legionis X Geminae centuria Etrili annorum XXXI aerorum XI / hic situs (...). Zamora. AE 1928, 179.
- Marcus Cornelius Marci filius Aniensi Foro Iulii miles legionis X Geminae centuriae Terebrae annorum XXII aerorum (...). Zamora. Hisp. Epi. 15846.
- Rufus miles legionis X Geminae fecit. Zamora. AE 1997, 867.
- Marcus Volumnius Cai filius Aniensi / Cremona miles legionis X hic situs est. Zamora. CIL II 2631.
- Dis Manibus Tito Cassio Flavino centurioni legionis X Geminae Chrysampelus patrono optimo pecunia sua fecit. Tarragona (Tarraco). CIL II 4152.
- Severus Marci filius (...) miles legionis X Geminae centuriae (...). Burgos. Hisp. epi. 16472.

## Referencias

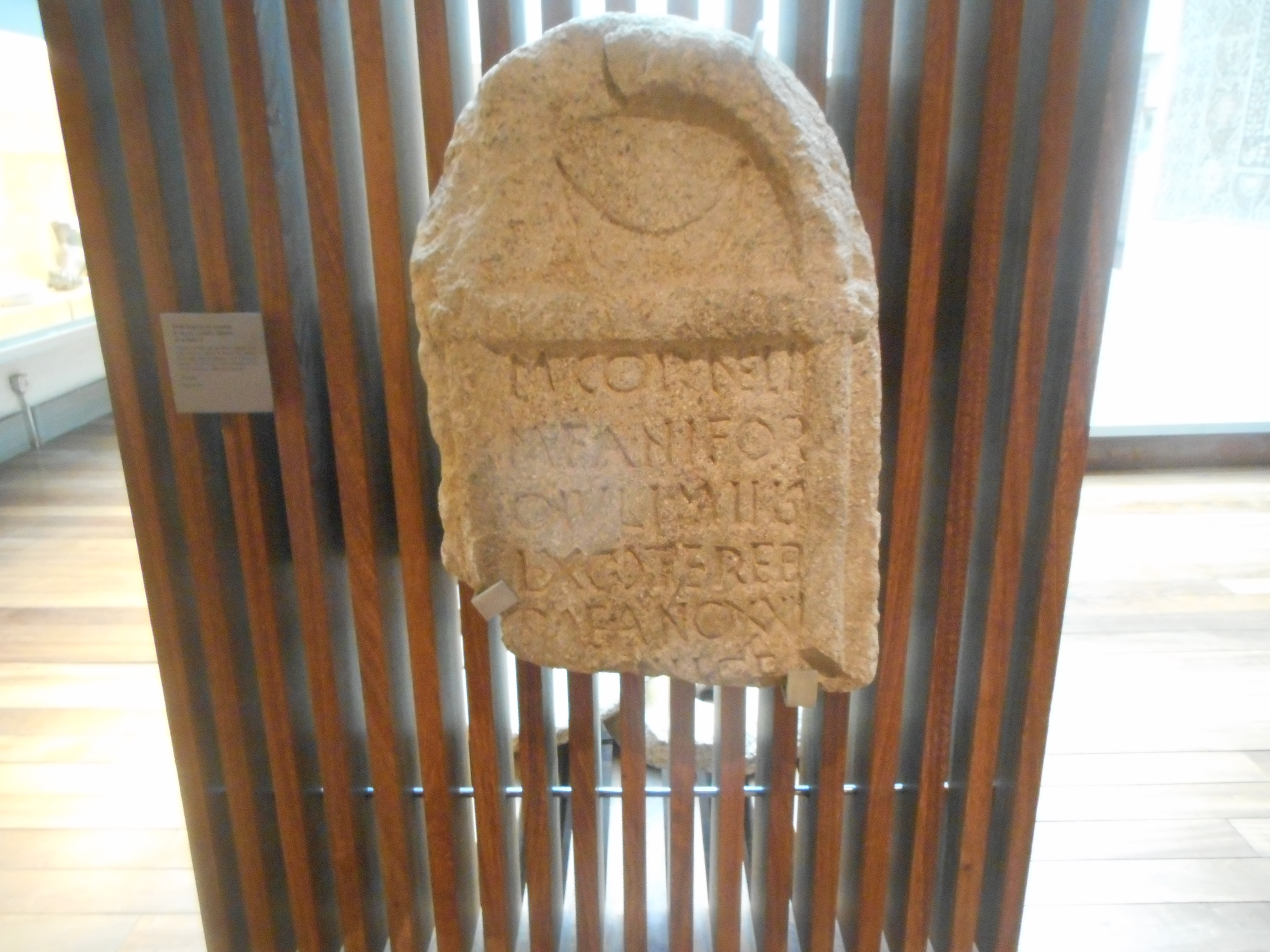
Inscripción funeraria procedente de Tardemezar (Zamora, España) erigida cerca de la base de la Legión en Petavonium en honor del soldado de la Legio X Gemina Marco Cornelio en la primera mitad del.

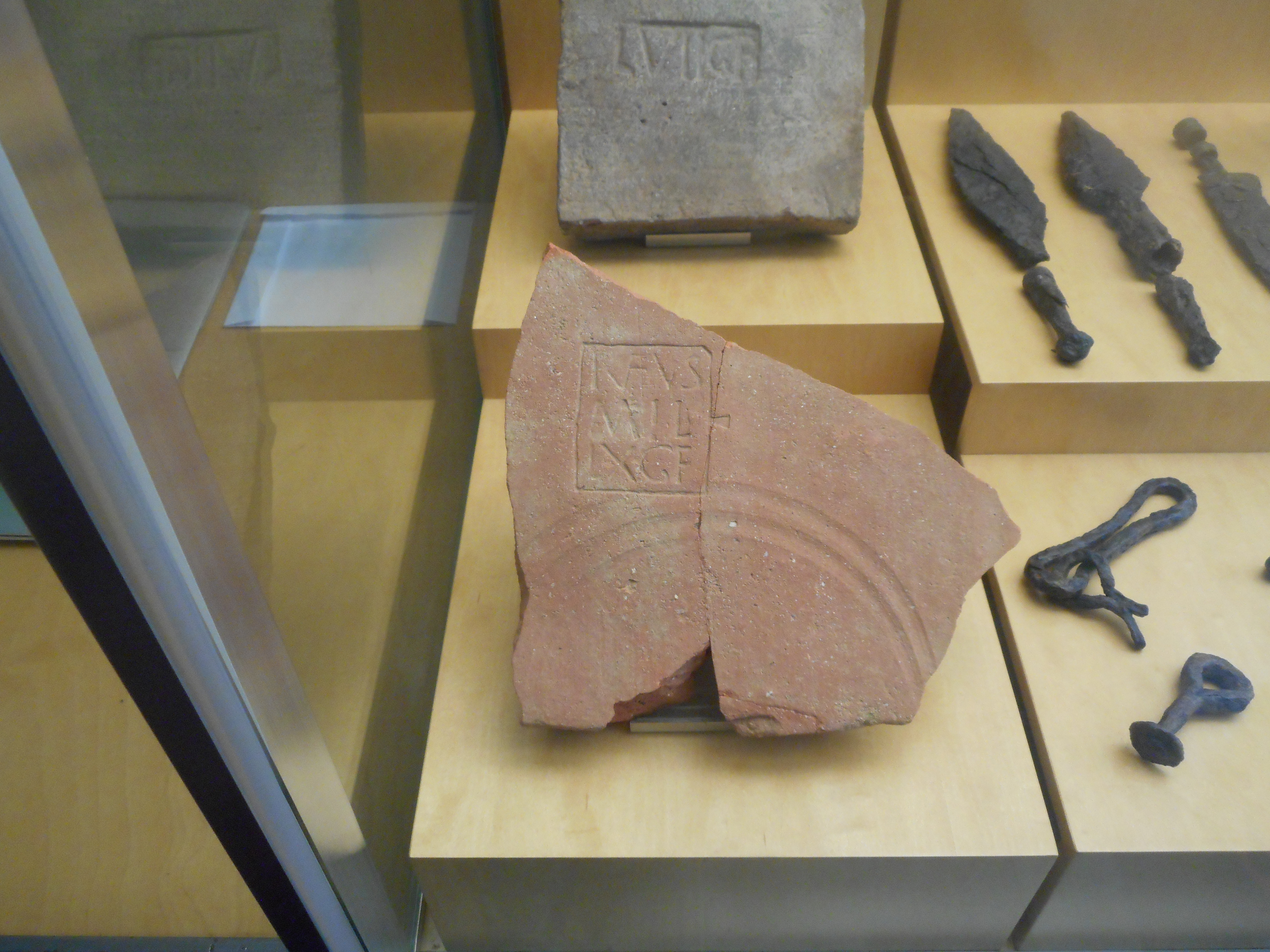
Tegula con figlina Rufus / mil(es) / l(egionis) X G(eminae) f(ecit), procedente del campamento de la Legión en Petavonium (Rosinos de Vidriales, Zamora, España)

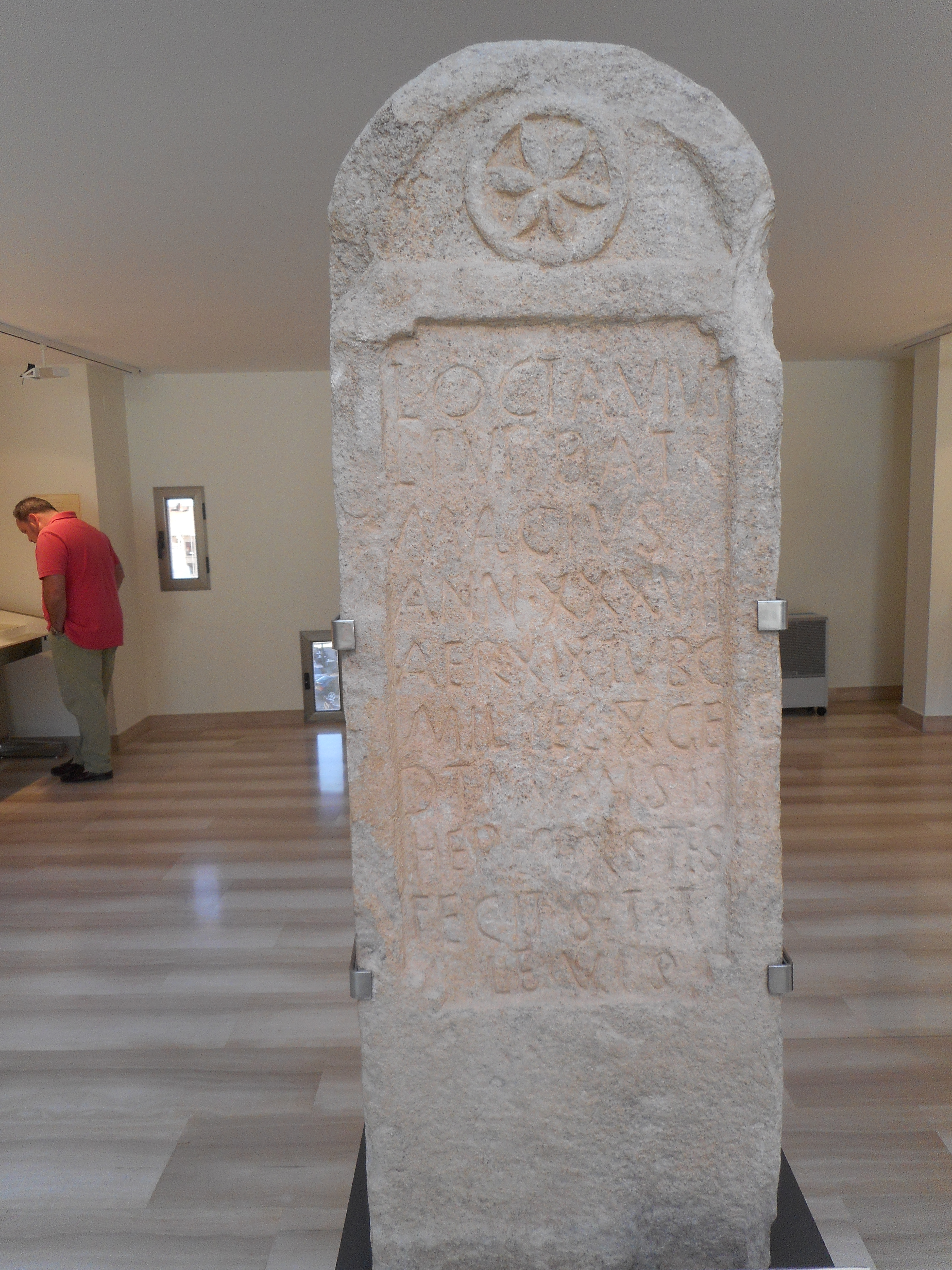
Inscripción funeraria procedente de Astorga (León, España) erigida en Asturica Augusta (Astorga, León, España) honor Lucio Optavio Magio, tubicen de la Legio X Gemina a mediados del.

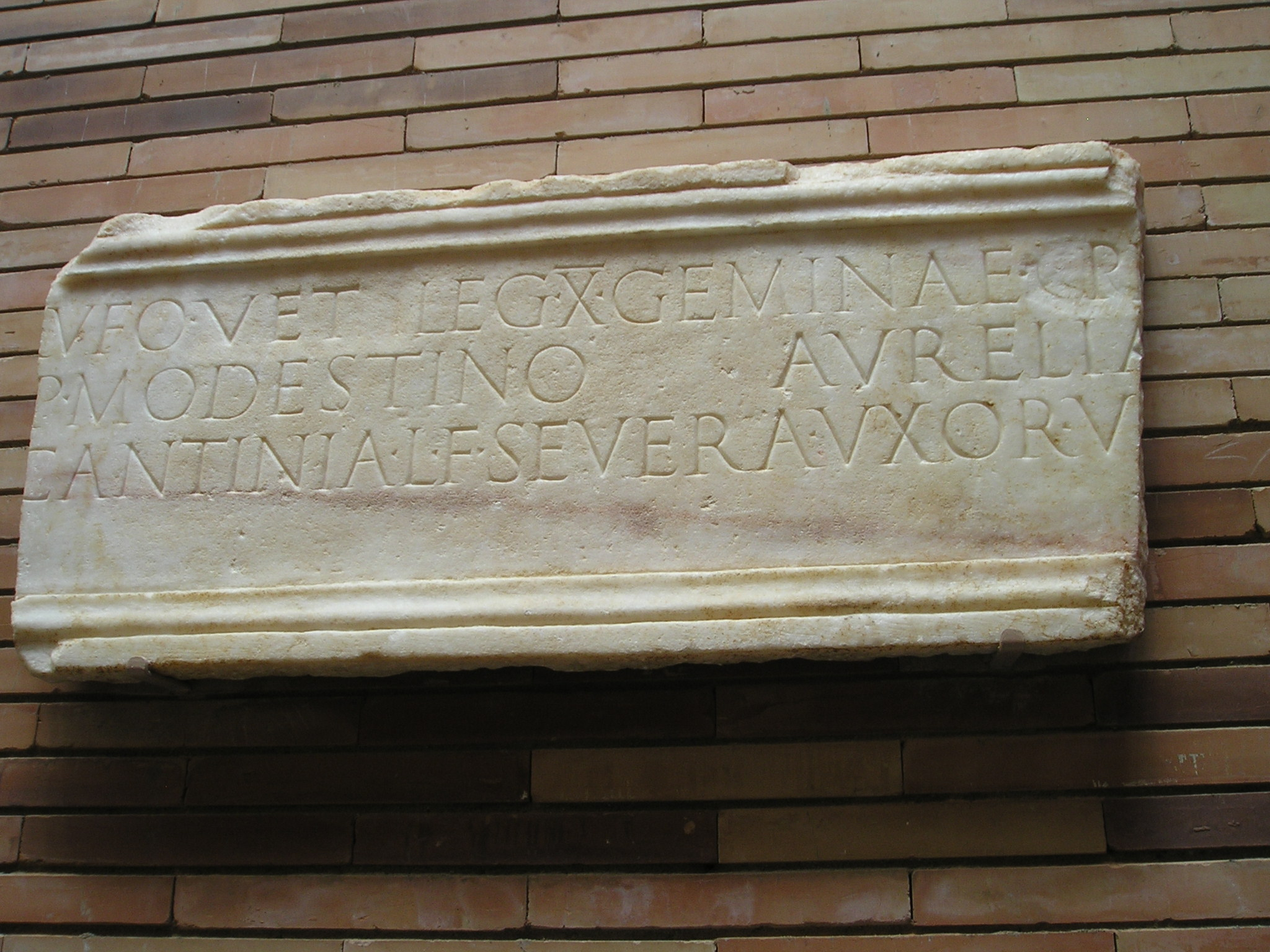
Inscripción de Augusta Emerita (Mérida, Badajoz) dedicada a un vetereno de la Legio X Pia Fidelis, quien sirvió en la unidad en la segunda mitad del en Germania Inferior.

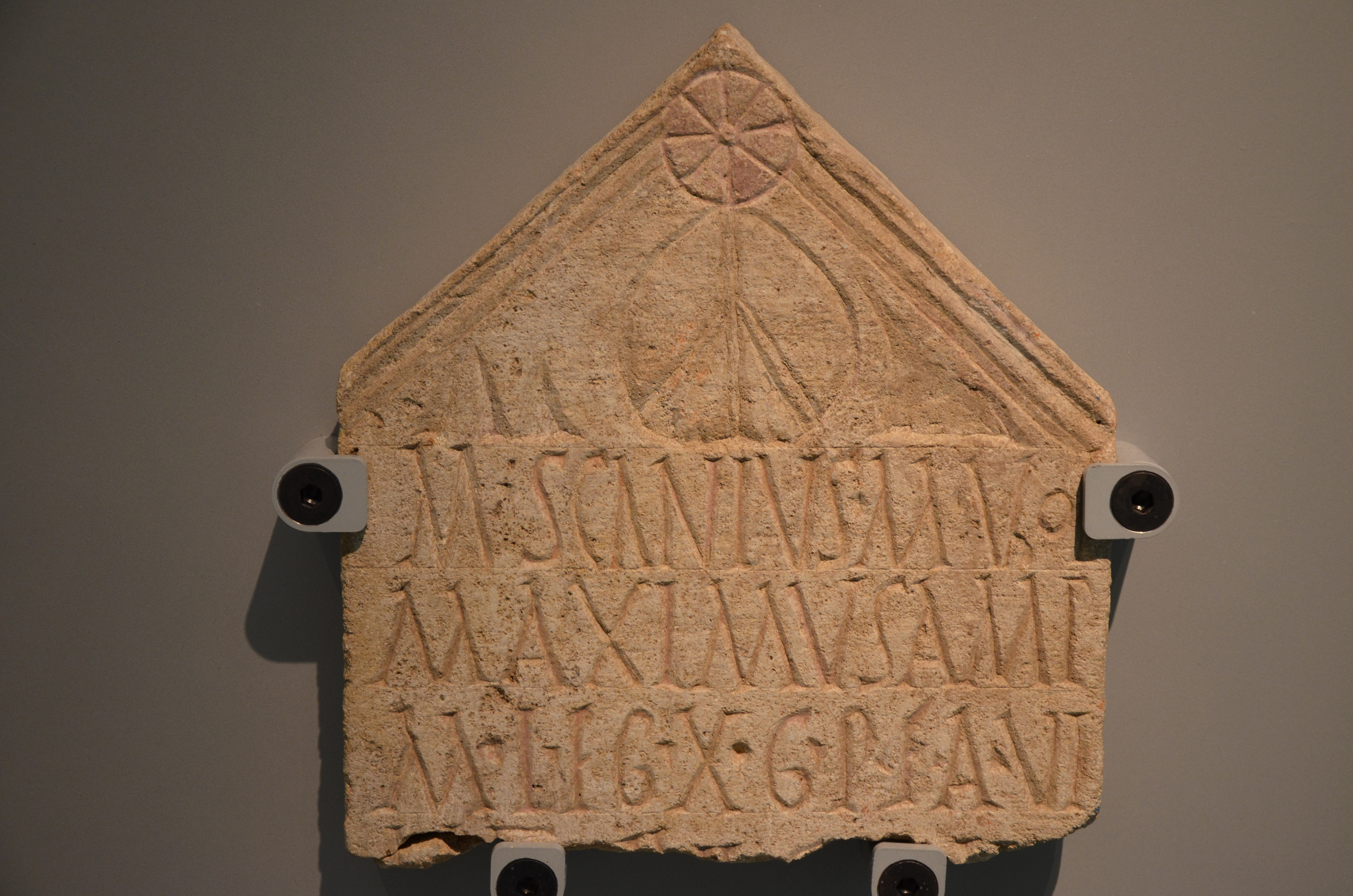
Inscripción funeraria romana procedente de Nimega (Países Bajos), la antigua Ulpia Noviomagus, base de la Legio X Gemina en el último tercio del, dedicada en honor de uno de sus legionarios, Marco Escanio Máximo, natural de Anfípolis, en Macedonia.

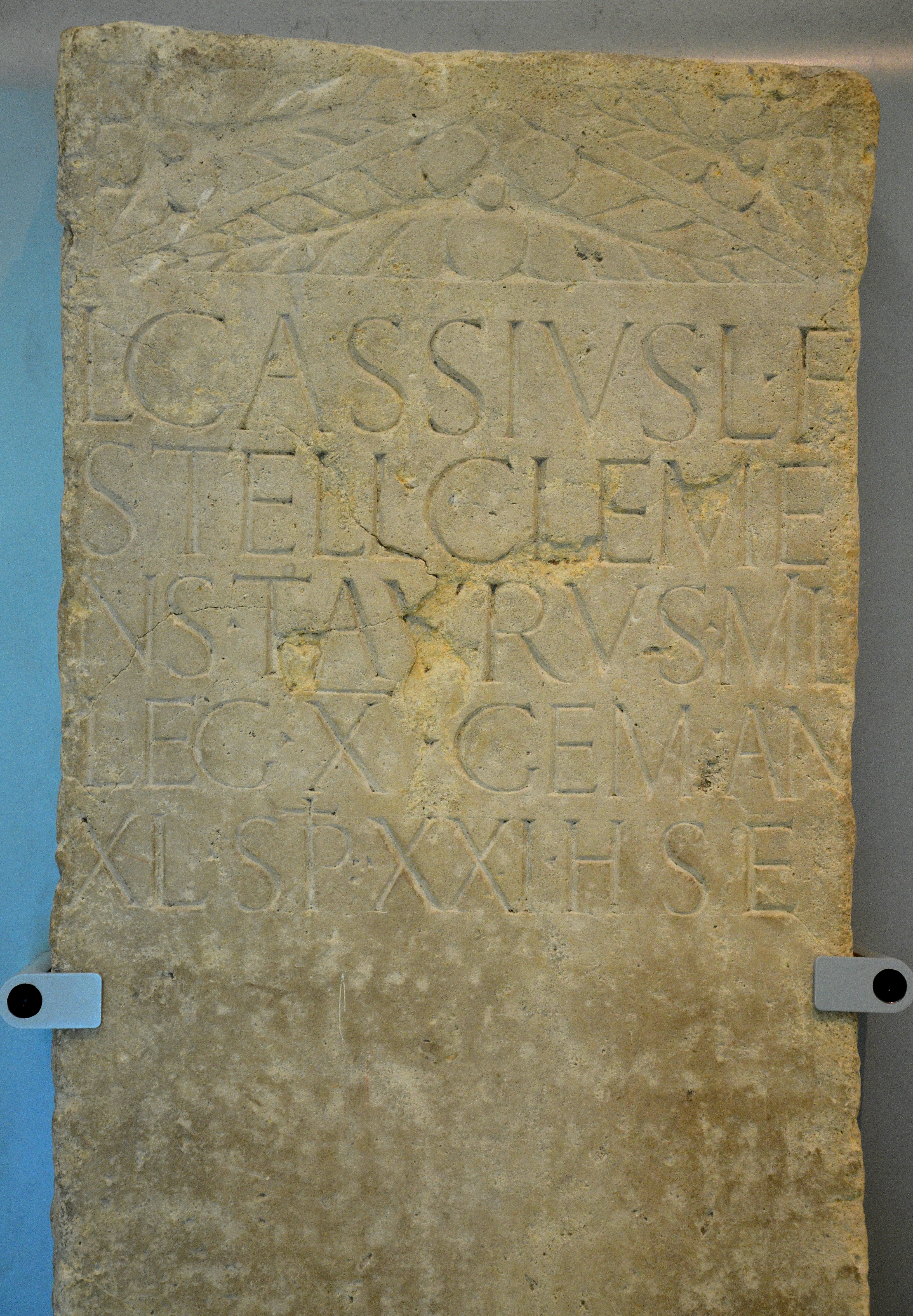
Lucio Casio Clemente Tauro, de origen itálico, falleció en Ulpia Novionamgus con 40 años y 21 de servicio en la Legio X Gemina entre 70 y 89.

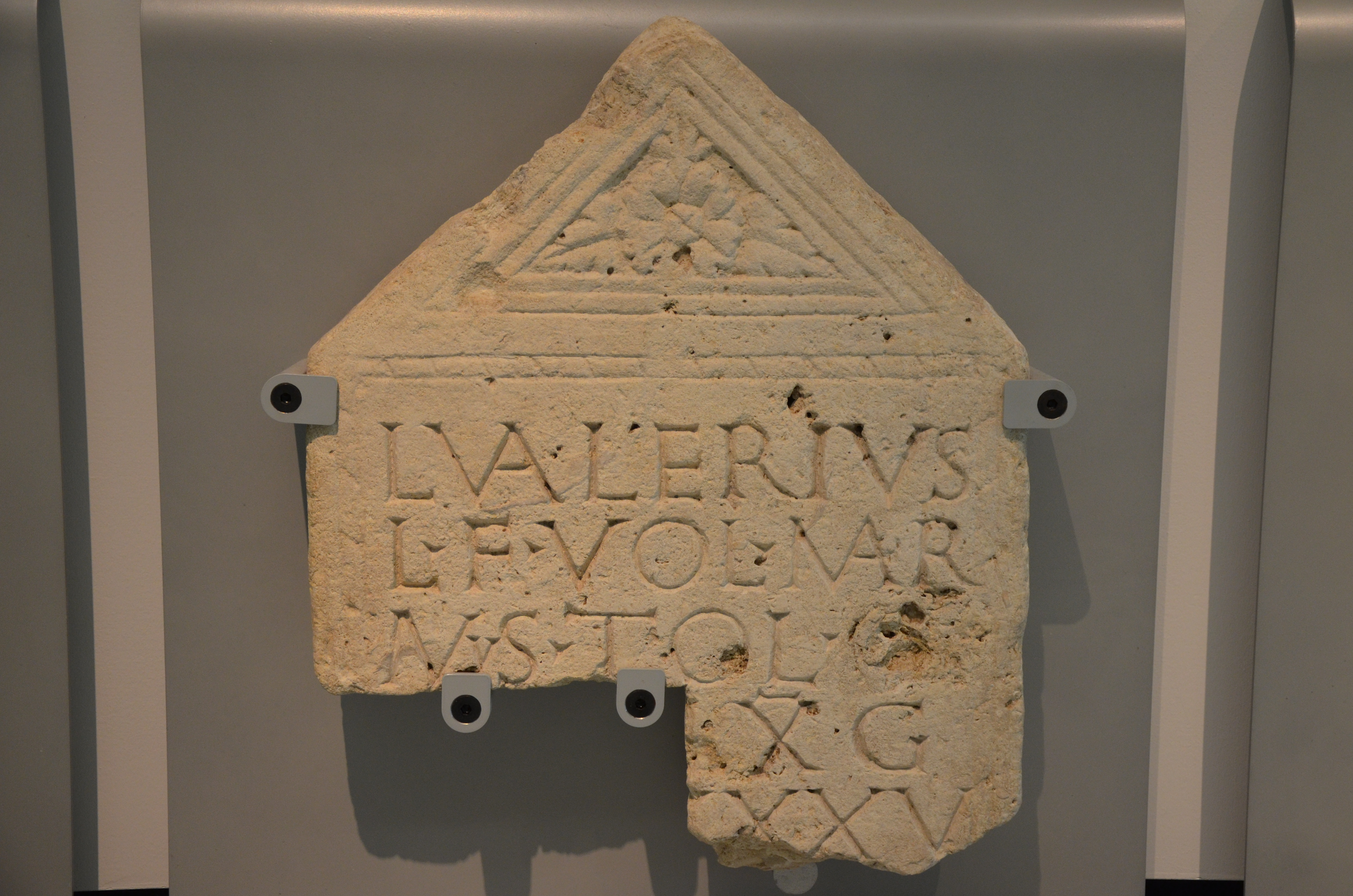
Inscripción funeraria dedicada a Lucio Valerio Marino, natural de Tolosa en la Galia Narbonense, soldado de la Legio X Gemina, reclutado en 63 en Pannonia y fallecido 75 en Noviomagus Batavorum en Germania Inferior.

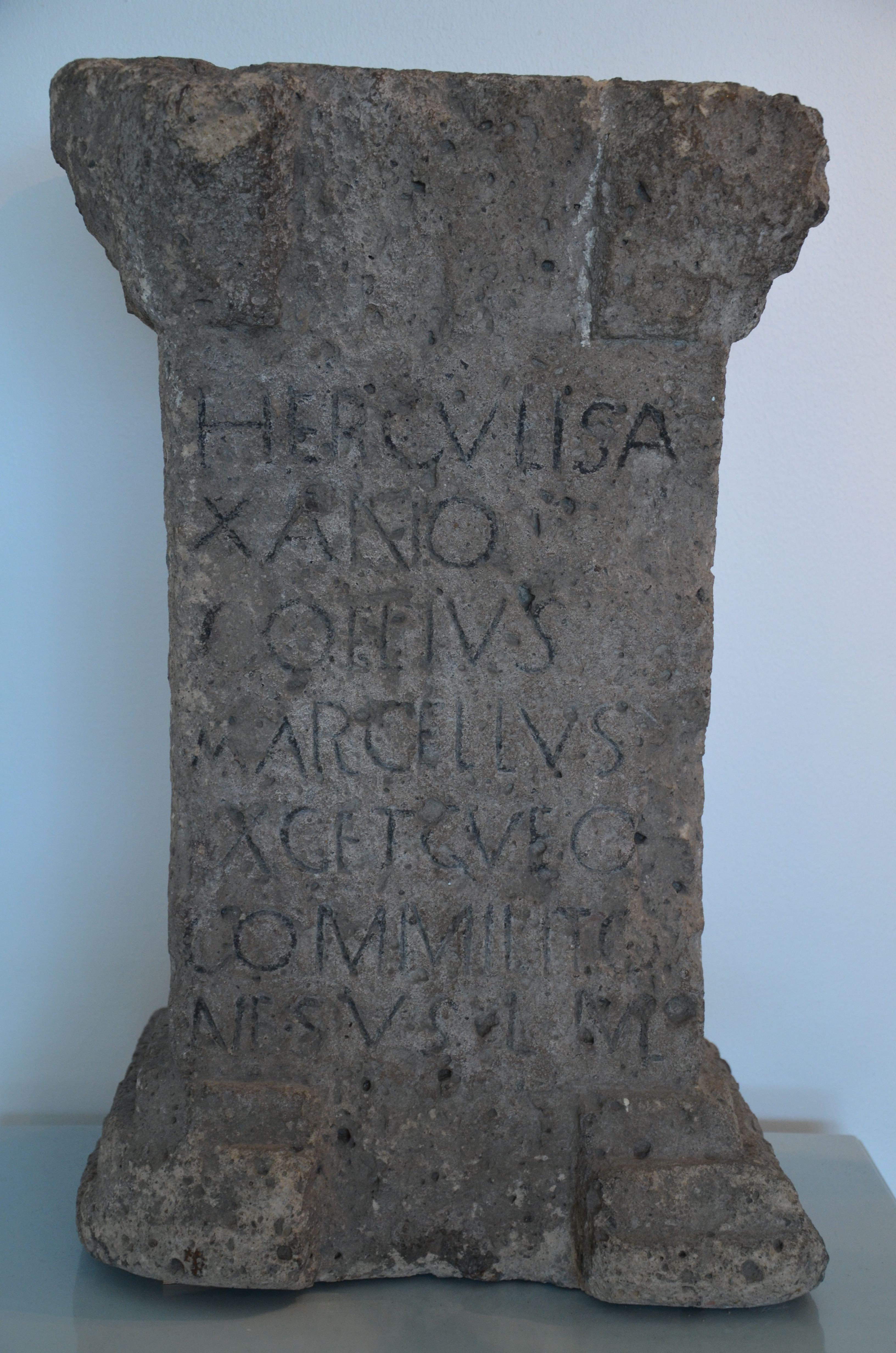
Altar dedicado a Hercules Saxano en las canteras de Brohl (Alemania) dedicada por Coetio Marcelo, centurión de la Legio X Gemina en el último tercio del.

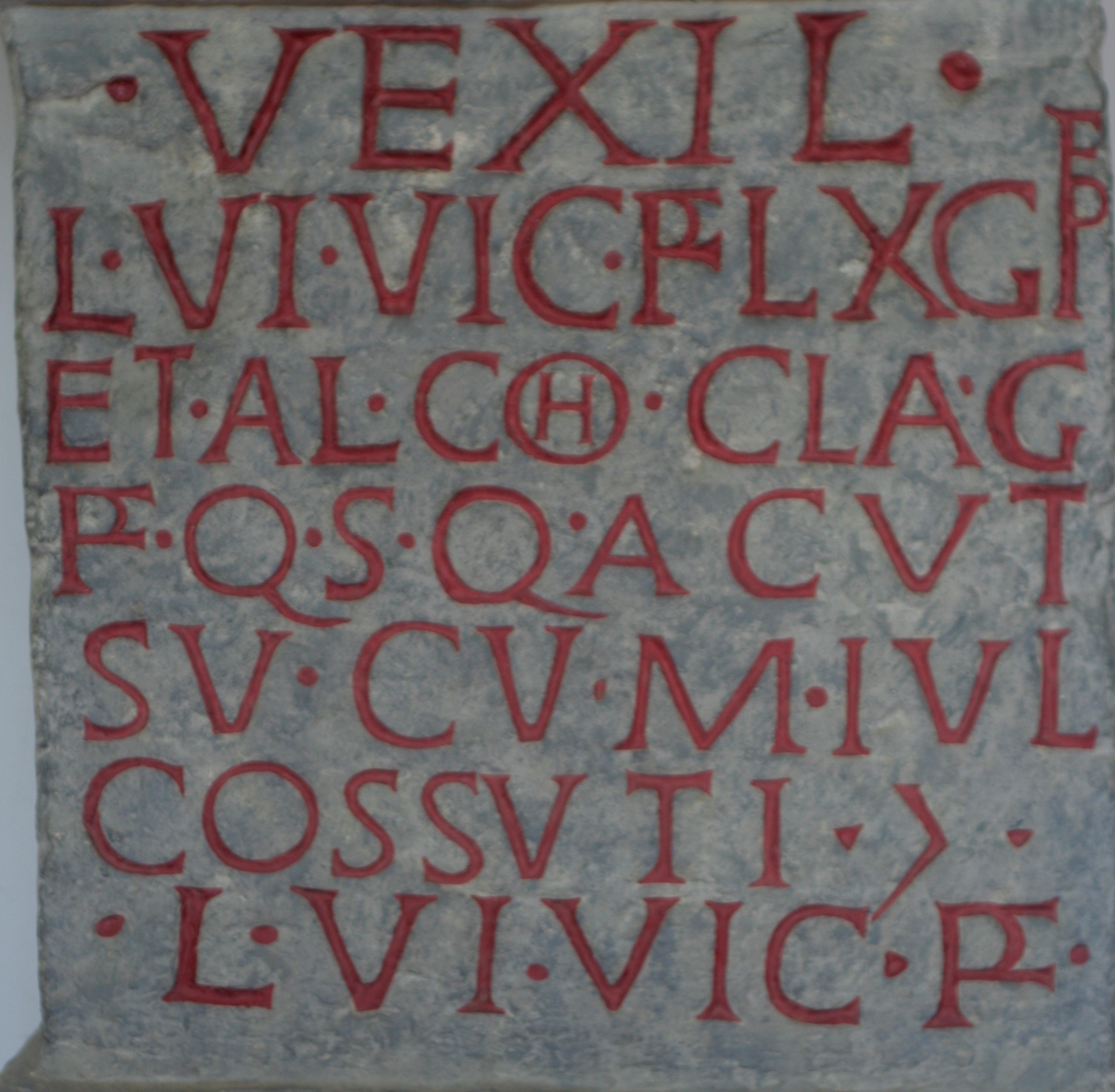
Fragmento de ara votiva procedente de las canteras de Brhol, dedicado por una vexillatio del ejércitod e Germania Inferior, del que formaban parte la Legio X Gemina y la Legio VI Victrix.

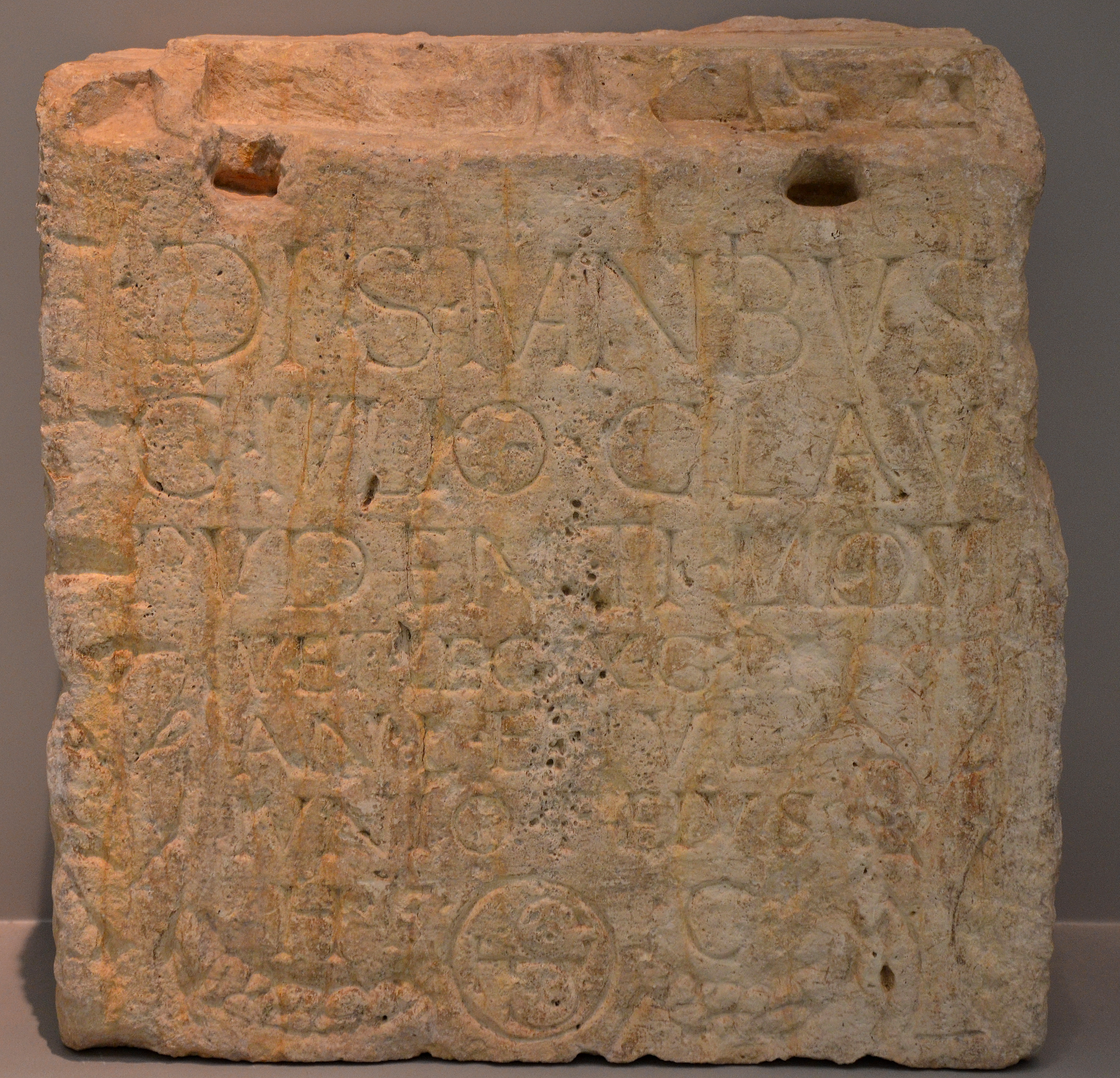
Epitafio dedicado al veterano Gayo Julio Pudente, natural de la Colonia Iulia Emona (Liubliana, Eslovenia), quien prestó servicio en la Legio X Gemina en su base de Ulpia Noviomagus y se asentó en su cannabae al licenciarse.

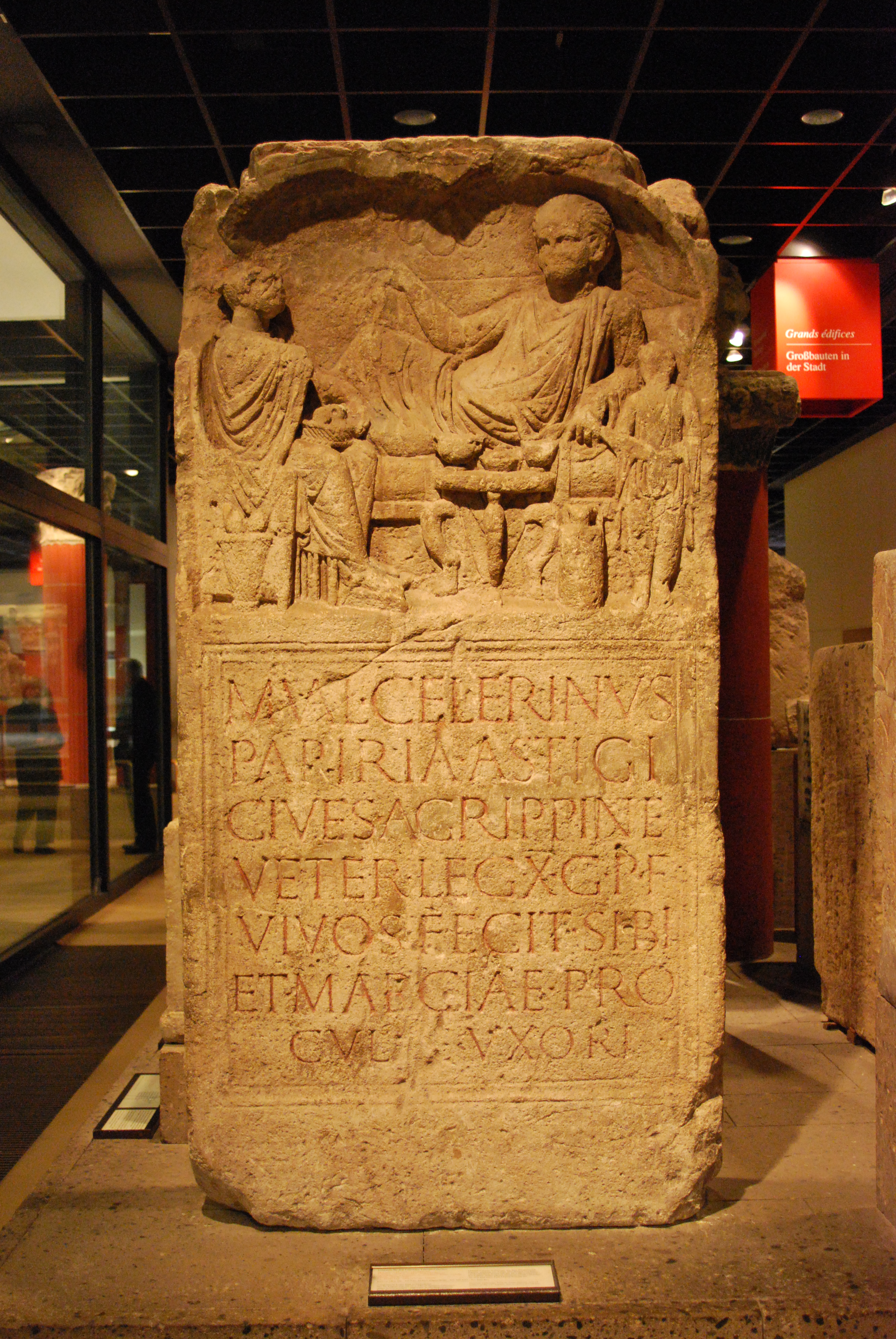
Inscripción procedente de Colonia (Alemania) erigida a finales del siglo I en honor de un veterano de origen hispano de la Legio X Gemina, asentado en la Colonia Agrippina quien aparece recostado en un Triclinium en una escena de banquete

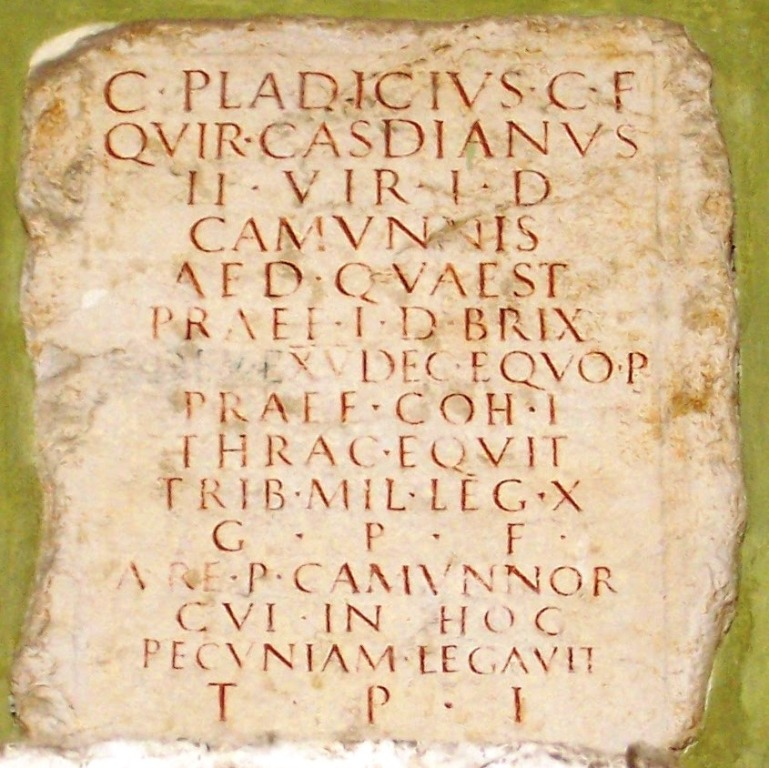
Inscripción noritálica en honor del Tribunus Militum C. Placidius Casdianus, que sirvió en la Legio X Gemina a principios del.

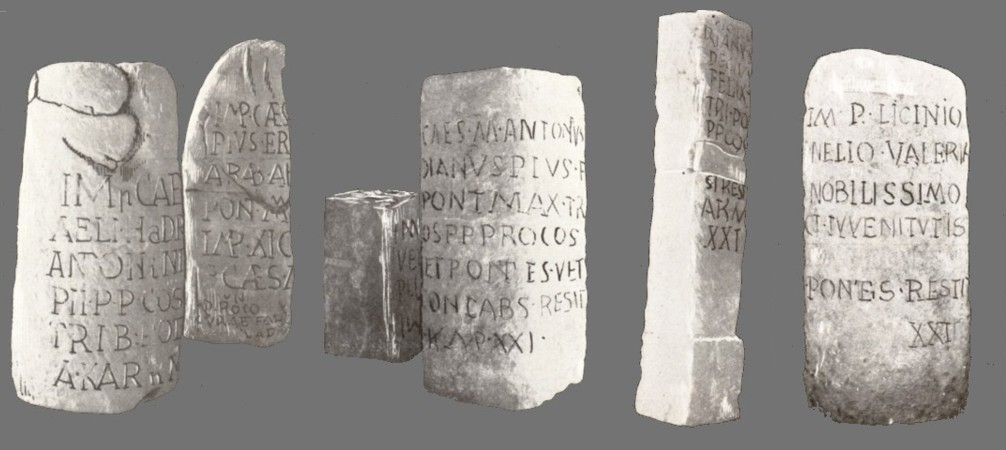
Miliarios procedentes de la antigua Ala Nova (Schwechat, Austria), el segundo de los cuales a partir de la izquierda, fue tallado bajo Septimio Severo por soldados de la Legio X Gemina Pia Fidelis al trabajar en la reconstrucción de la calzada paralela al Danubio entre su base de Vindobona y el campamento de la Legio XIV Gemina Martia Victrix en Carnuntum

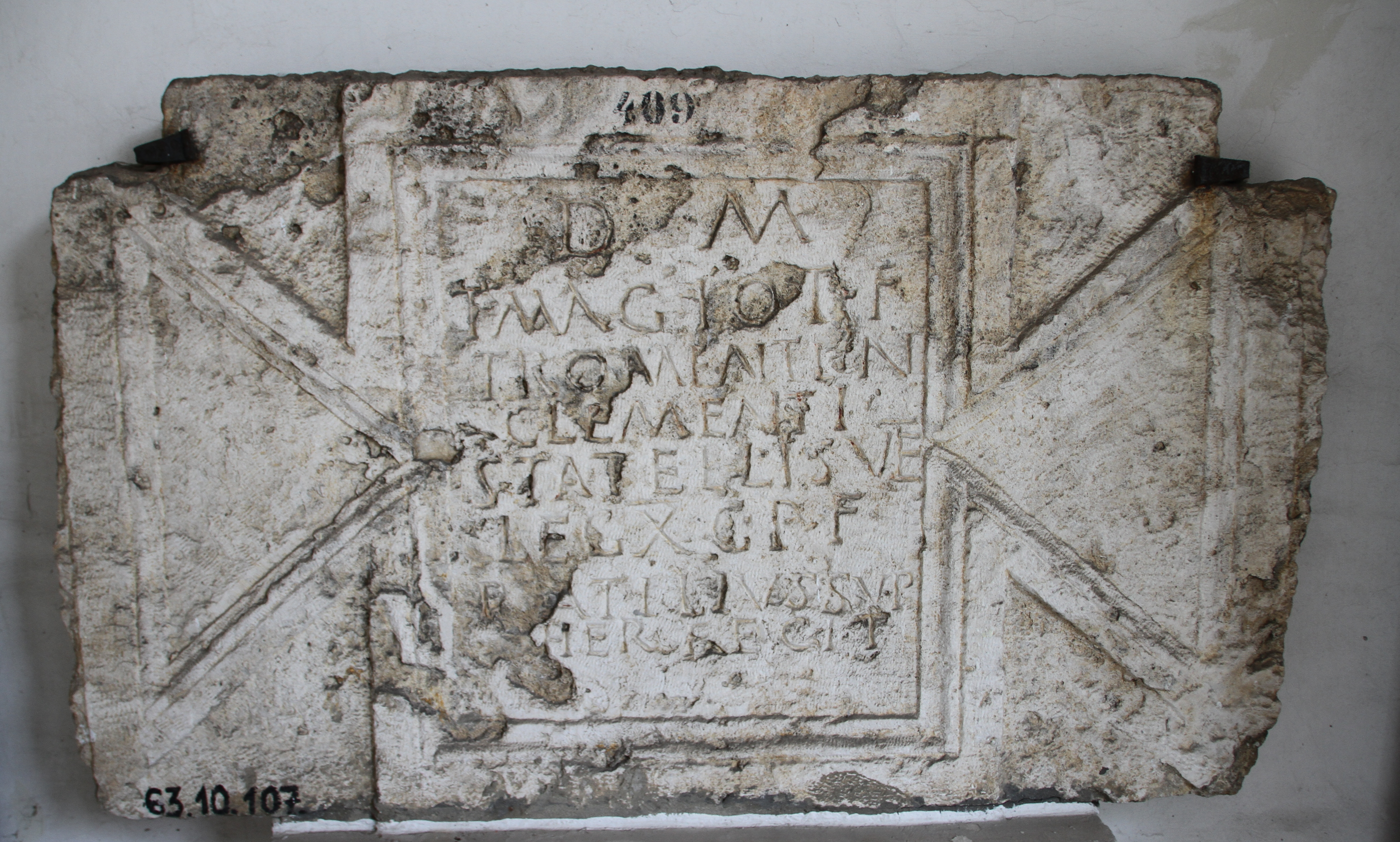
Epitafio del veterano de la Legio X Gemina Tito Magio Clmente, asentado en Aquincum a principios del siglo II

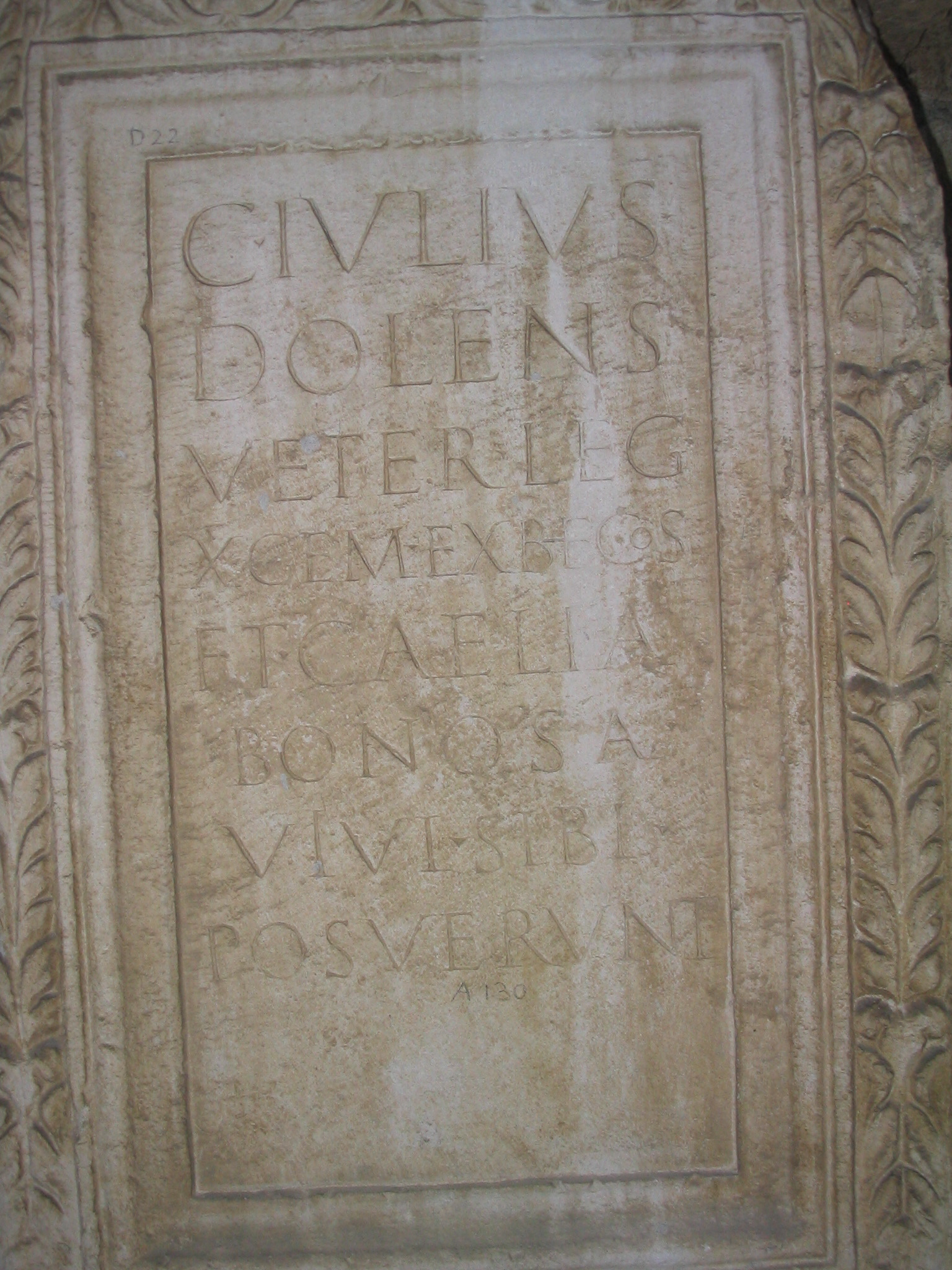
Inscripción funeraria del veterano de la Legio X Gemina Iulius Dolens, antiguo Beneficiario Consular, asentado con su esposa en la Colonia Claudia Salona (Solin, Croacia) a finales del siglo II

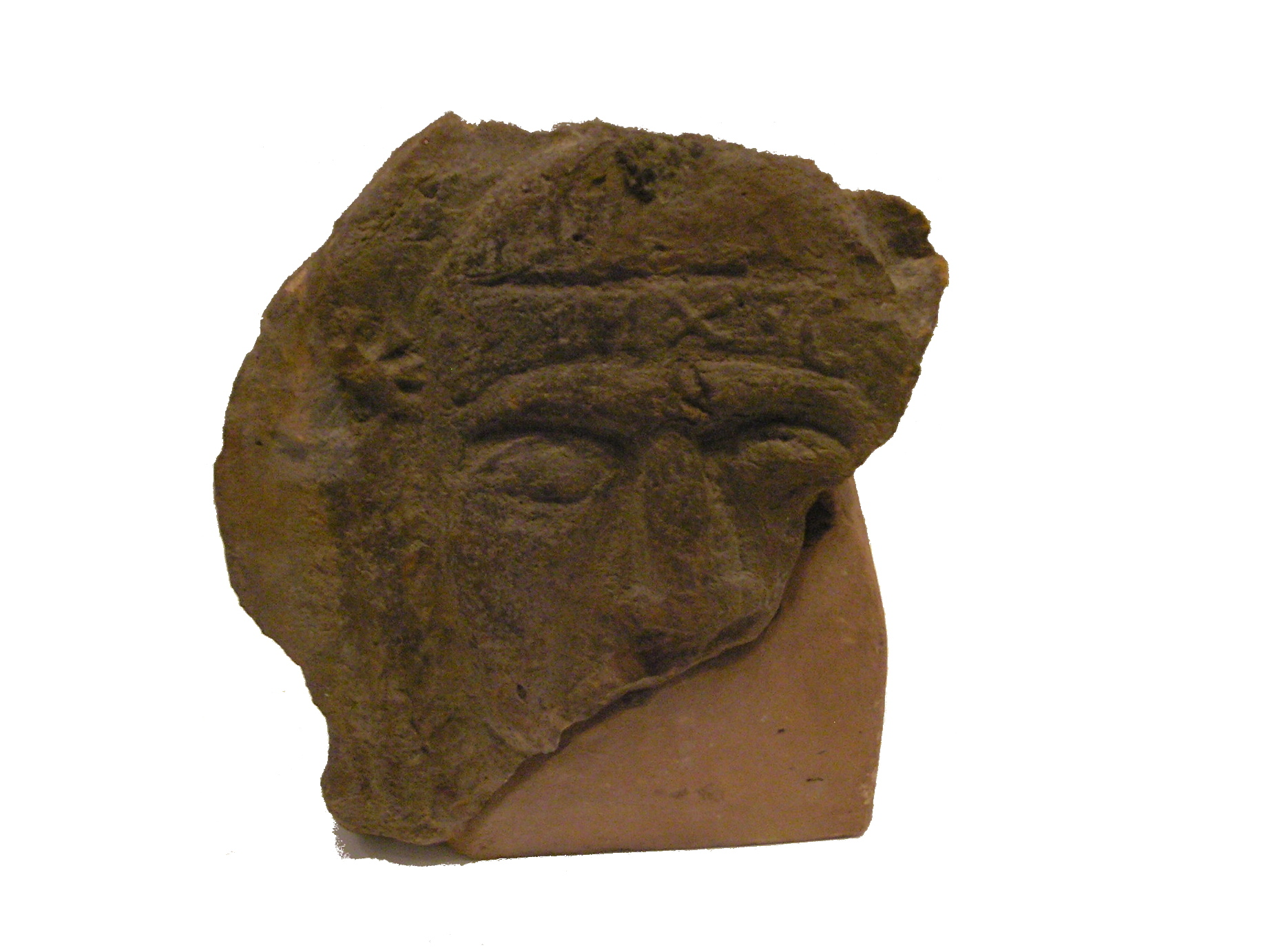
Extremo de un imbrex en forma de antefija para cerrar una zona de tejas curvas en una esquina, procedente del campamento de Vindobona. Parece representar la cabeza de un león marcado en la frente con una tira con la inscripción [L(egio)] X G(emina).

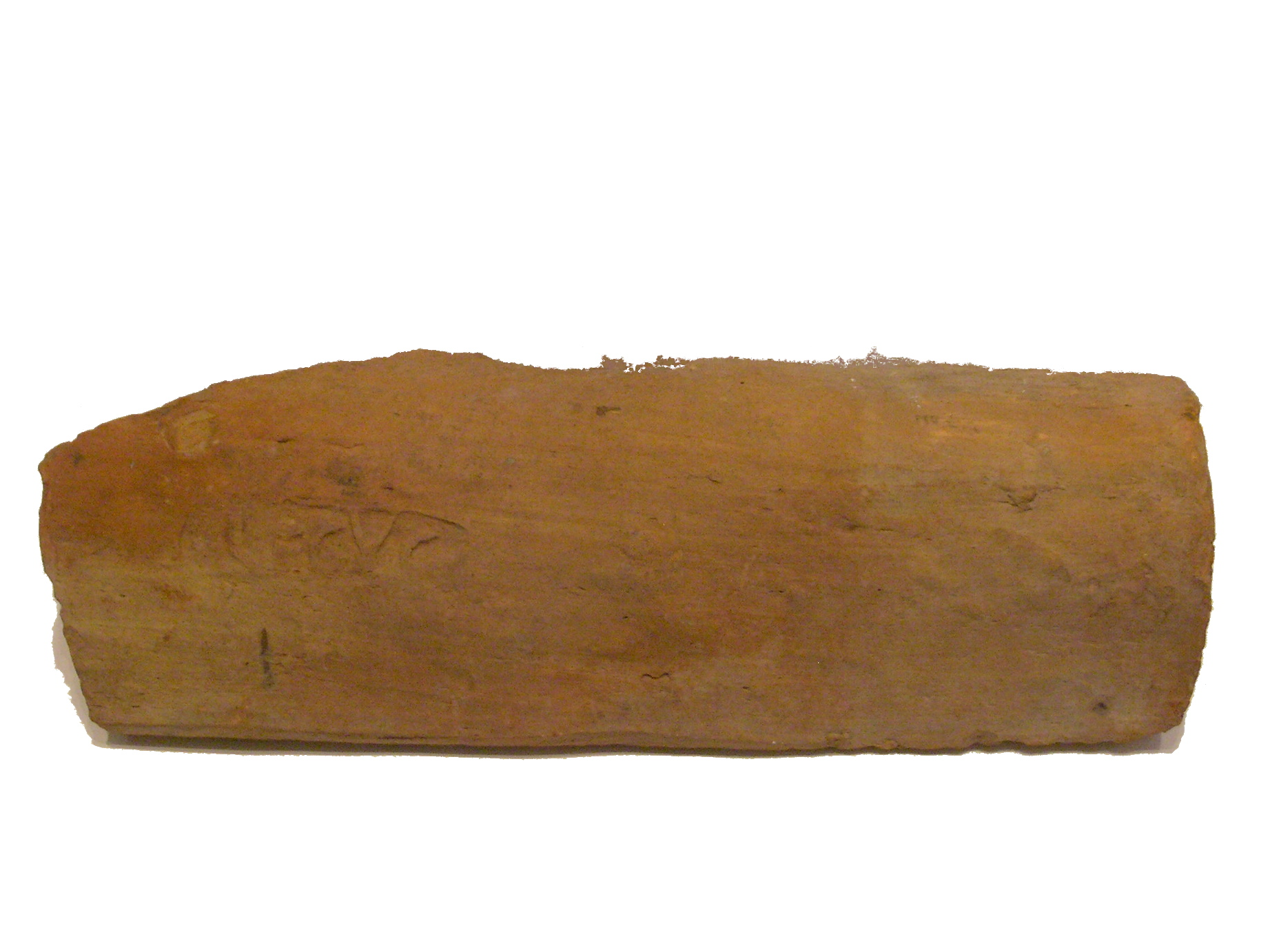
Imbrex o teja curva de finales del procedente del campamento de Vindobona con 'figlina L(egio) X G(emina)

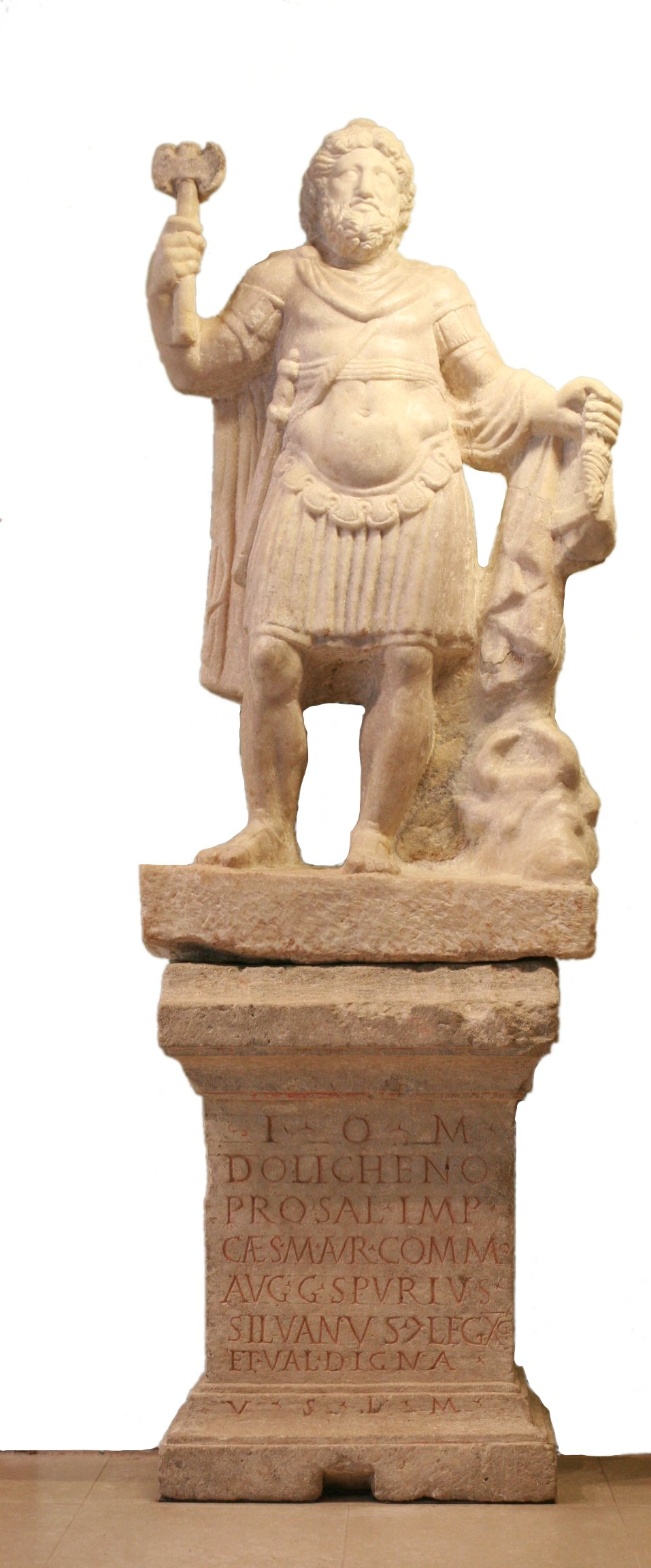
Inscripción procedente de Vindobona dedicada a Júpiter Doliqueno por la salud del emperador Cómodo por el centurión de la legión G. Espurio Silvano y su esposa.

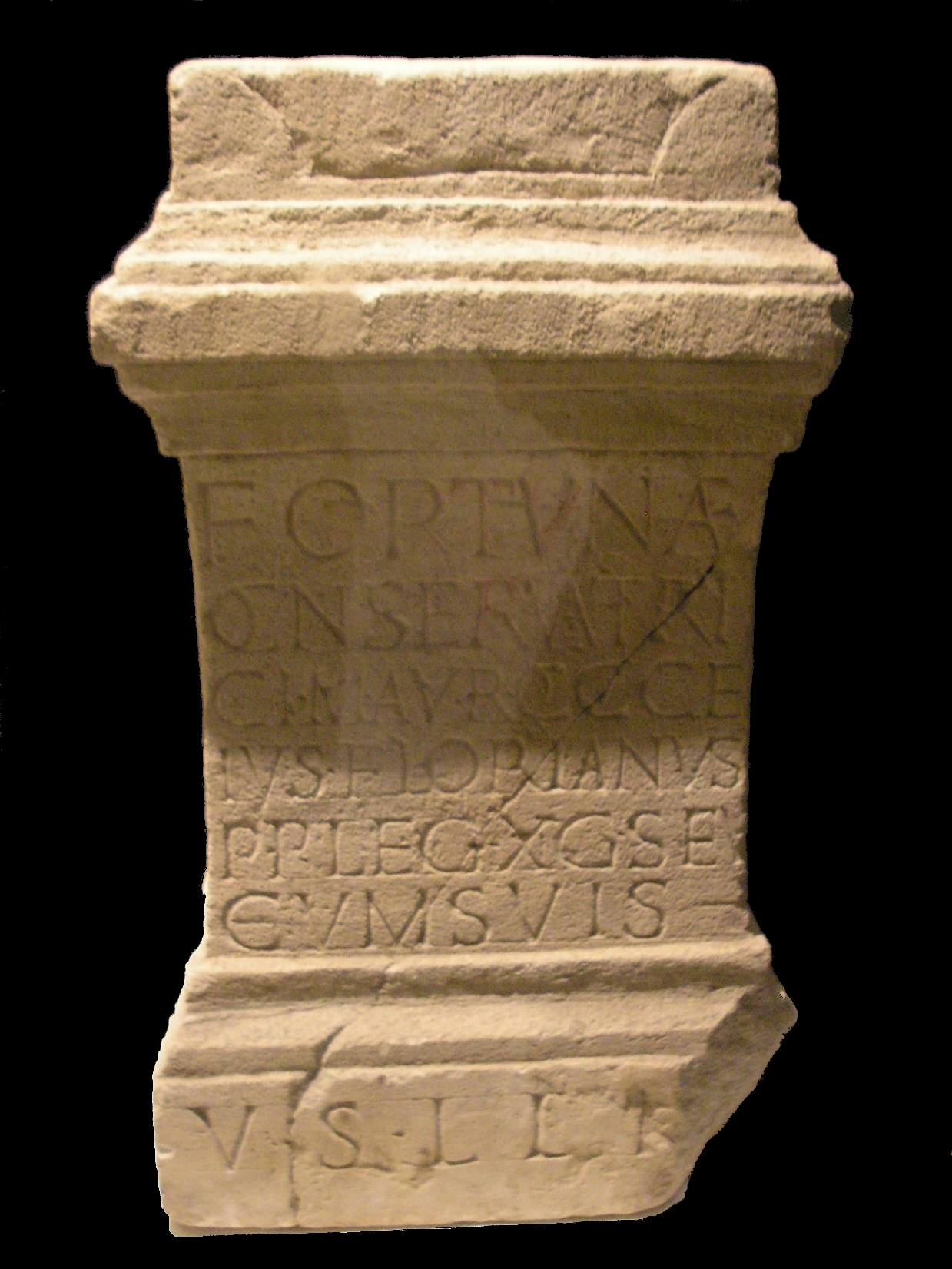
Inscripción dedicada a la Fortuna por el Primus pilus M. Aurelius Cocceius Florianus bajo Severo Alejandro.

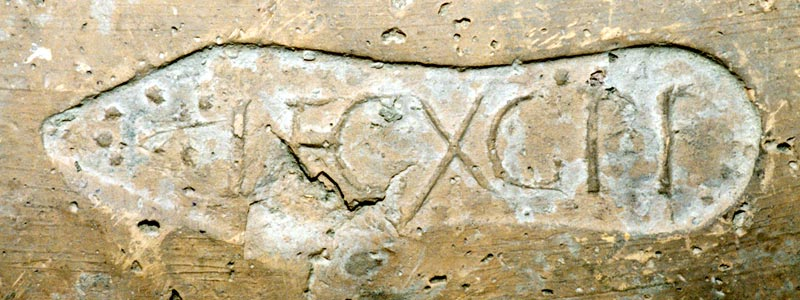
Impronta de una caliga que sirve de cartela a la figlina de la Leg(io) X G(emina) P(ia) Fidelis) en el castellum Ala Nova en Austria, dentro del dispositivo defensivo del limes danubiano, en dirección hacia Aquimcum (Budapest, Hungría).

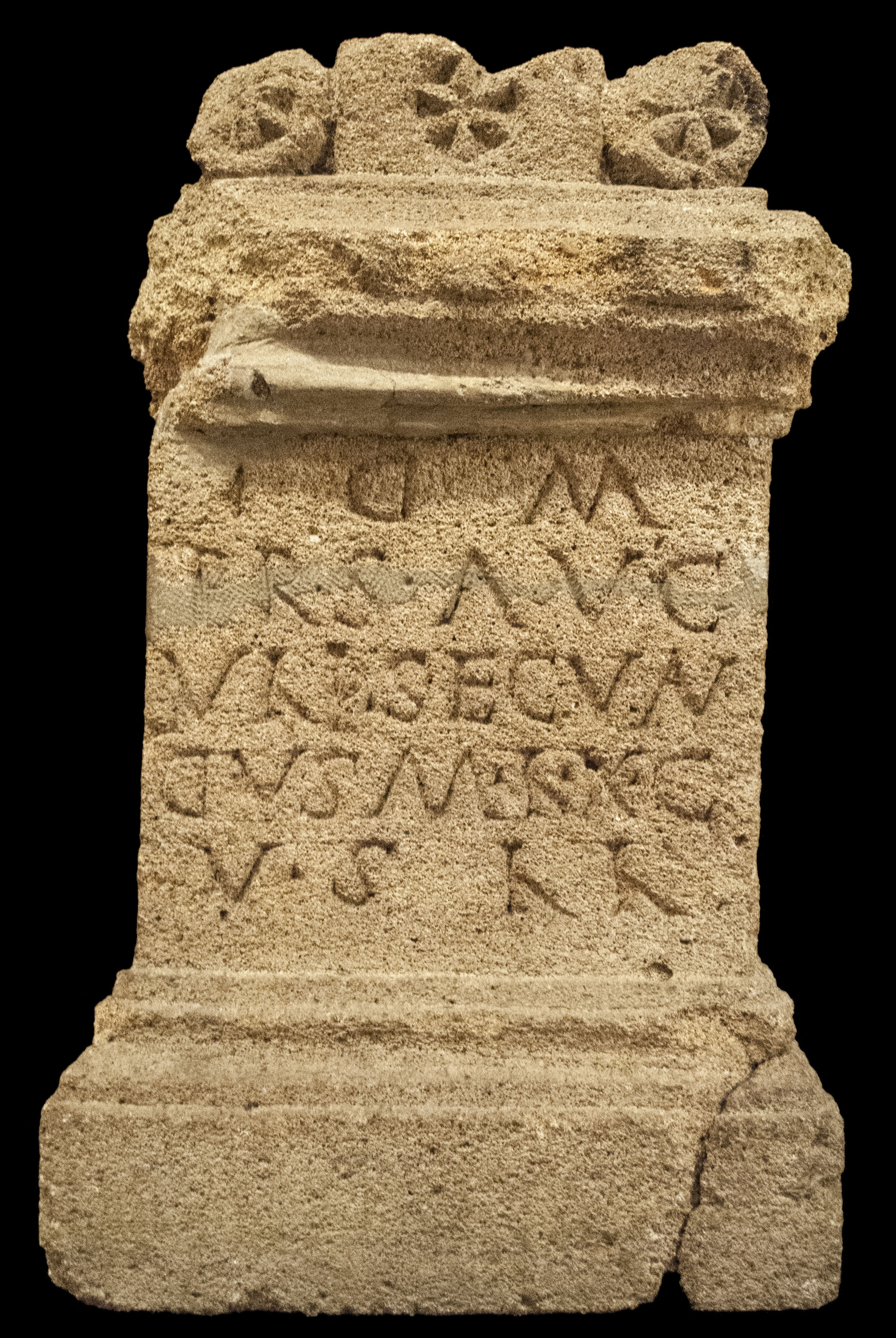
Altar mitraíco dedicado por Ulpio Segunda, soldado de la Legio X Gemina en el Mitreo de Vindobona, junto a la base de la unidad.

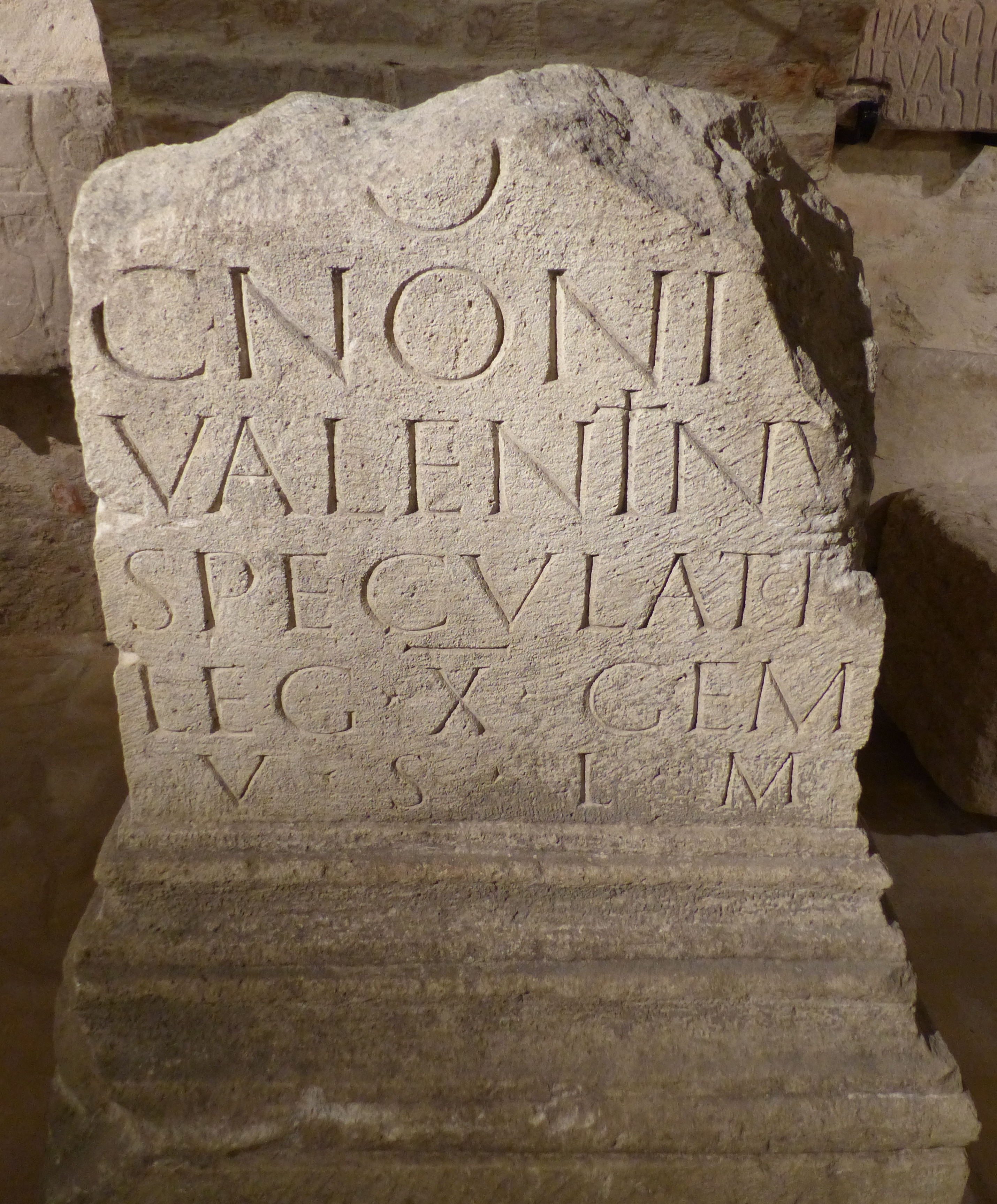
Inscripción procedente de Carnuntum dedicada a Júpiter Óptimo Máximo por el speculator Cayo Nonio Valentino en el último cuarto del.

## Bibliografía

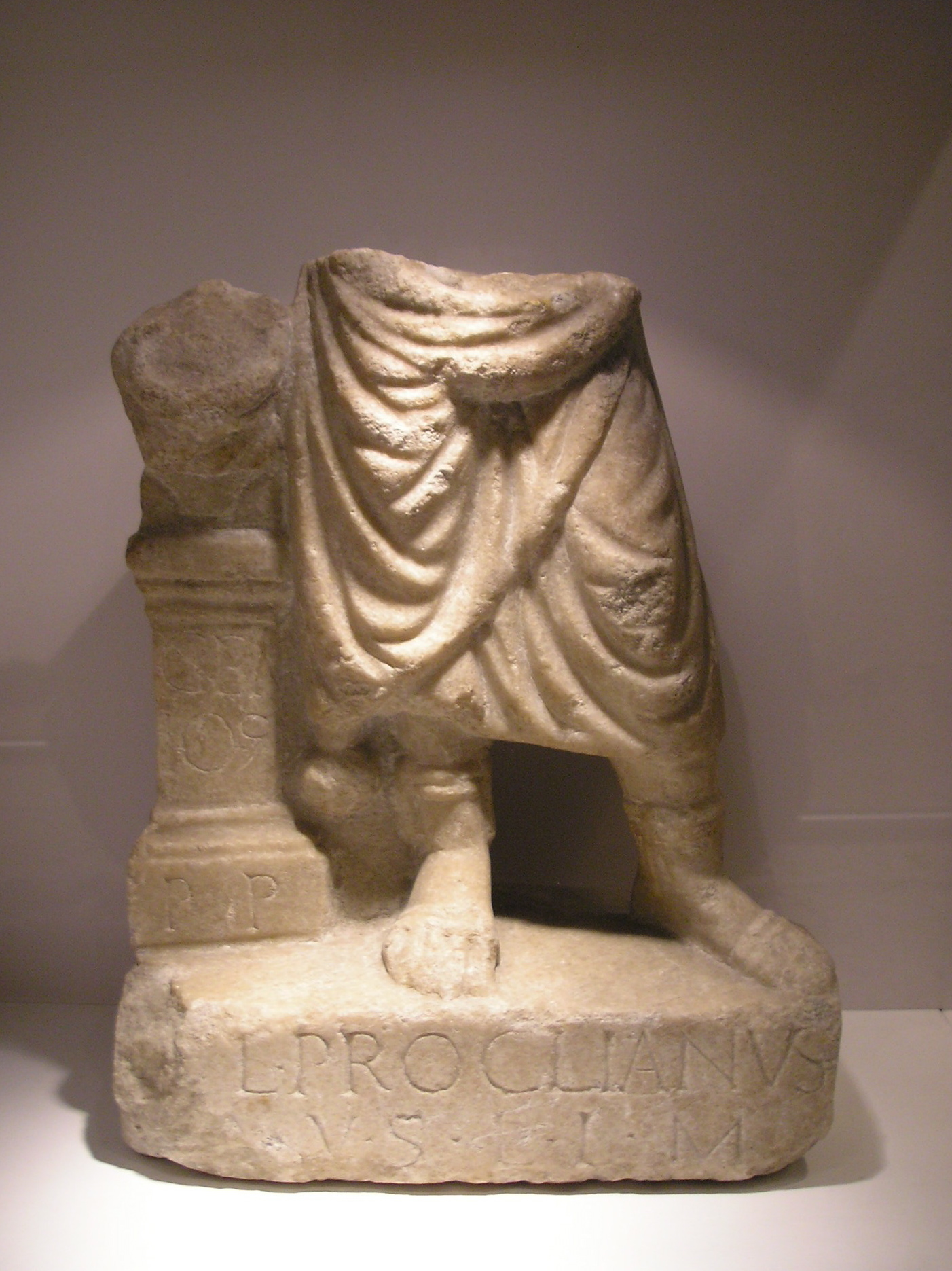
Inscripción del siglo III dedicada por el Armorum Custos de la Legión al Genio de la unidad, apareciendo los pies de ese genius.